# 巴勒斯坦人
巴勒斯坦人（阿拉伯语：الشعب الفلسطيني）或稱為巴勒斯坦阿拉伯人（阿拉伯语：الفلسطينيون），泛指長期以來定居在巴勒斯坦地區的民族，人口約1,200萬，當中約49%居住在巴勒斯坦地區，其中包含加薩走廊的所有人口（約230萬人）、約旦河西岸大部分的人口（包含東耶路撒冷的20萬人共有約230萬人，相對於50萬的猶太以色列公民）以及以色列16.5%的人口，其中一些人是被驅逐出境的難民，其餘逾半數的巴勒斯坦人成為僑民，而一半以上的僑民為無國籍人士。海外僑民約有190萬居住在鄰國約旦。海外僑民大多是在大離散之後遷移出巴勒斯坦的，約有324萬居住在鄰國約旦，佔了將近約旦總人口數的一半。另外，約有150萬人居住在敘利亞及黎巴嫩，約25萬人居住在沙烏地阿拉伯。此外，智利擁有約50萬人的巴勒斯坦社群，是巴勒斯坦人在阿拉伯世界外最大的僑居地。
大部分的巴勒斯坦人為遜尼派穆斯林，也有少數基督徒居住在巴勒斯坦的周邊地區。巴勒斯坦人主要使用巴勒斯坦阿拉伯語，以色列的巴勒斯坦人主要是希伯來文和巴勒斯坦阿拉伯語共用。
基因證據顯示，巴勒斯坦人與以色列人和南黎凡特（今敘利亞、巴勒斯坦地區、約旦和黎巴嫩一帶）人，有相當密切的關係。一項有關高分辨率單倍型（high-resolution haplotypes）的研究指出，以色列猶太人與巴勒斯坦人的Y染色體有許多部份是來自同一個基因池（猶太人約70%，巴勒斯坦人約82%）。隨著7世紀阿拉伯世界的擴張，大部分巴勒斯坦人逐漸涵化為遜尼派穆斯林，而也有為數不少的巴勒斯坦人信仰基督教。然而，由於大多數巴勒斯坦人在語言上和文化上也接受了阿拉伯文化的洗禮，因此雖然巴勒斯坦猶太人在以色列建國之前即居住於巴勒斯坦地區，惟他們鮮少自認為是巴勒斯坦人。因此，在下文中所敘說的巴勒斯坦人（Palestinian）是指「世代居住在巴勒斯坦地區的穆斯林」。而如果是血緣相關，而且世代居住在巴勒斯坦地區但非穆斯林者，本文則會另外註明，例如巴勒斯坦猶太人（在英屬巴勒斯坦託管地時期即居住於巴勒斯坦的猶太人）。
巴勒斯坦人大多使用巴勒斯坦阿拉伯語（阿拉伯語方言之一），而許多居住在以色列的巴勒斯坦人更通曉希伯來語。
第一次廣泛使用「巴勒斯坦人」這個名詞是在第一次世界大戰後的民族自決思潮中誕生。法律歷史學家阿薩夫·利霍夫斯基（Assaf Likhovski）認為「巴勒斯坦人」這個概念是從20世紀初年開始萌芽的。民族主義者希望在巴勒斯坦建立一個伊斯蘭國家。巴勒斯坦人在1921年9月21日的敘利亞─巴勒斯坦國會討論希望可以在黎凡特地區建國。以色列建國後，巴勒斯坦人1948年和1967年的大逃亡讓「巴勒斯坦」成為「祖國」的代名詞。根據拉希德·卡里迪的說法，現今的巴勒斯坦人明白他們的文化，是一種自聖經時期，延續到鄂圖曼土耳其帝國時期的珍貴資產。
1964年，巴勒斯坦解放組織成立，成為保護巴勒斯坦人民的重要組織。而巴勒斯坦民族權力機構則是應奧斯陸協議的內容而成立，是一個名義上統治西岸和加薩走廊的巴勒斯坦人的過渡機構。1978年起的每一年，聯合國開始慶祝「聲援巴勒斯坦人民國際日」。

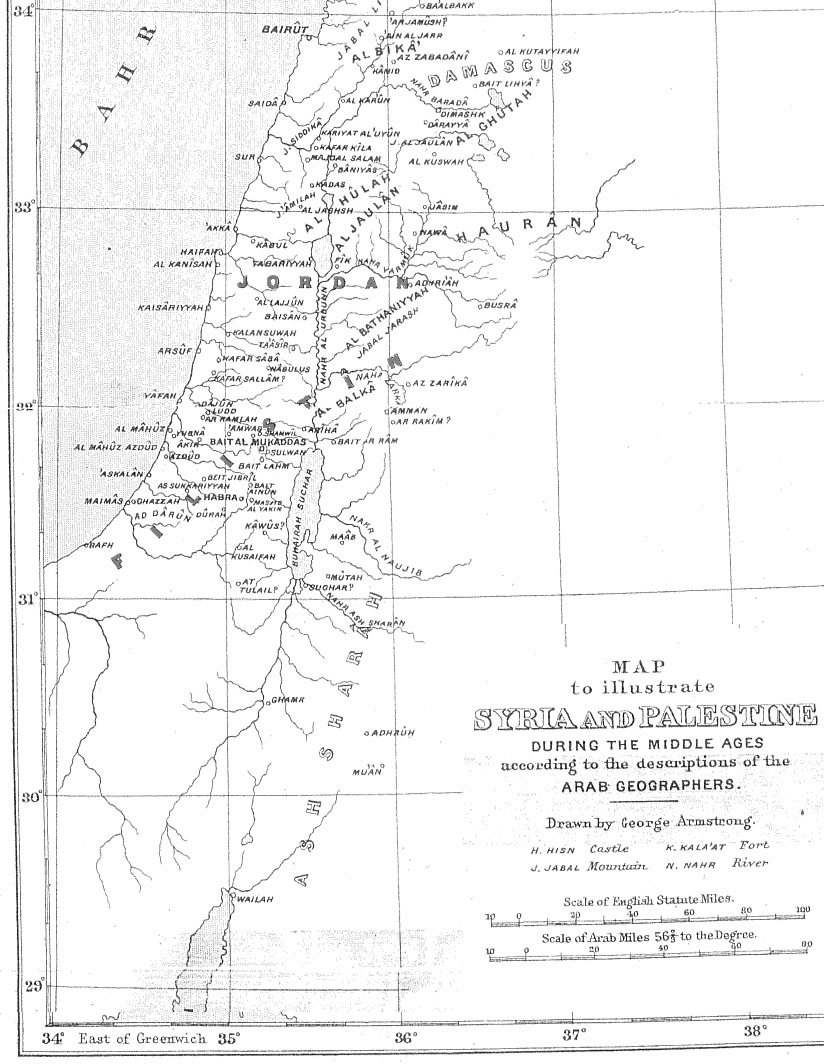
西元650年到1500年的巴勒斯坦和敘利亞地圖

## 詞源
「巴勒斯坦」（Palastine）此名詞可以追溯到希臘文中的「帕萊斯蒂尼」（Παλαιστίνη）和阿拉伯文的Filastin這兩個同源的地名。第一次使用這個名詞是在西元前5世紀的希臘歷史學家希羅多德所用，表示「腓尼基到埃及的海岸」，希羅多德後來將此名詞當作一個種族名來稱呼此地區一些非特定的民族，以和腓尼基人作區分。，例如說他提到的「巴勒斯坦的敘利亞人」或是「敘利亞的巴勒斯坦人」，且希羅多德在當時並沒有將猶太人與其他當地民族作清楚的區分。
另外，其他各語系也有表示巴勒斯坦民族的字彙，像是古埃及語中的「Peleset」、「Purusati」，表示的是海上民族。在閃米語系和阿卡德語中指的Palastu，指的是南巴勒斯坦地區。和希伯來文中的Plištim，則普遍指的是大約在西元前12世紀左右居住在巴勒斯坦地區的非利士人（又译腓力斯丁人）。這些字在發音上相當類似。
「敘利亞巴勒斯坦」（Syria Palestina）這個名詞在之後一直為歷史學者和地理學者（如斐洛、弗拉維奧·約瑟夫斯和老普林尼）所沿用，指的是地中海和約旦河之間的地區。
西元2世紀之後，這個名詞被羅馬帝國官方所採用，做為這個地區的行政區劃名稱。而「巴勒斯坦」這個名詞也逐漸被廣泛使用，無論是在錢幣上、敘述上，甚至猶太教文學中。
阿拉伯文的「Filastin」則是最早由中古時期早期（約7世紀左右）的阿拉伯地理學者開始使用，是一個形容詞性名詞，表示巴勒斯坦地區。比如說Daoud Isa和Yusef al-Issa，在1911年於雅法成立的阿拉伯文報紙便定名為《Filasteen》，專門撰寫給巴勒斯坦讀者閱讀。
1900年代初期，西奥多·赫茨尔成立了一個財政機構「猶太殖民信託」（Jewish Colonial Trust），宗旨是在巴勒斯坦地區推廣錫安主義。1902年2月27日，此信託的附屬機構英屬巴勒斯坦公司（Anglo-Palestine Company，APC）在Zalman David Levontin的幫助下，成立於倫敦。而這家公司也成了後來的以色列國民銀行。
在英屬巴勒斯坦託管地時期，巴勒斯坦人（Palestinian）指所有居住於此區域內的人民，不分種族或宗教。由託管地當局處取得的公民權，被通稱為「巴勒斯坦公民權」（Palestinian citizenship）。另一個在此時期使用此名詞的例子，還有第二次世界大戰期間，隸屬於英國陸軍的猶太步兵旅，即被學界稱為「巴勒斯坦軍團（Palestinian Talmud）」。
1948年，以色列宣布建國，「巴勒斯坦人」此用法在猶太教徒中急遽下降。1932年，由猶太人創辦的英文報紙《巴勒斯坦郵報》於1950年更名為《耶路撒冷郵報》。以色列建國之後，居住在西岸的猶太教徒通常自稱為以色列人，而阿拉伯裔以色列人則通常自稱為巴勒斯坦人或阿拉伯人。
1968年7月，巴解的巴勒斯坦國民會議（Palestine National Council）修改了《巴勒斯坦國民憲章》（Palestine National Charter），定義「巴勒斯坦人」是指「迄1947年以前，居住於巴勒斯坦的阿拉伯人，且不論是被驅逐還是繼續留下。」而在1947年後出生的人們，「只要父親是巴勒斯坦人，則不論是在海外還是境內誕生，即是巴勒斯坦人」。
請注意此處的「阿拉伯人」並不是專指信仰伊斯蘭教者。也就是說，此處包含巴勒斯坦說阿拉伯語的基督徒，只要他們當時母語是阿拉伯語，像是撒馬利亞人和德魯茲人，甚至包含在錫安主義進入巴勒斯坦前，長住在巴勒斯坦，且說阿拉伯語的巴勒斯坦猶太人。憲章內還定義了巴勒斯坦的領土：「巴勒斯坦的疆域延續英屬巴勒斯坦託管地時期的版圖，為一個不可分割的整體。」

## 歷史

### 巴勒斯坦的民族運動

薩拉丁的獵鷹：巴勒斯坦民族權力機構的標誌以及國徽

巴勒斯坦人的民族意識是為何又是從何時興起的，學術界上並沒有定見。有些學者說可以追溯到1834年巴勒斯坦阿拉伯人起義，或者更早的甚至還可以追溯到17世紀的反抗活動。另外有些學者指出應該要到英屬巴勒斯坦託管地時期結束以後才開始萌芽。根據法律史學者阿薩夫·里可夫斯基（Assaf Likhovski）的觀點，明顯的巴勒斯坦的民族認同，是從20世紀的前十年開始出現的。
歷史學家拉希德·卡里迪在他於1997年出版的書《Palestinian Identity: The Construction of Modern National Consciousness》中提到，考古證據顯示巴勒斯坦曾歷經聖經時代、羅馬、拜占庭帝國、阿拉伯帝國倭馬亞王朝、法蒂瑪王朝、十字軍、阿尤布王朝、埃及馬木留克王朝和鄂圖曼土耳其帝國等時期，造成巴勒斯坦人時常無法認清自己的族群。直到20世紀，巴勒斯坦人才漸漸接觸他們的現今的身分。卡里迪注意到，巴勒斯坦人的民族認同，同時受到「阿拉伯文化、伊斯蘭信仰和原鄉認同」等多個元素所影響。因此，他建議一些巴勒斯坦民族主義者「不合時宜地」釐清和閱讀與巴勒斯坦民族主義相關的歷史，才是真正「相對進步」的行動。
巴魯克·吉姆林（Baruch Kimmerling）和Joel S. Migdal則認為，1834年的巴勒斯坦阿拉伯人起義才是巴勒斯坦人產生民族認同的濫觴。從1516年開始，鄂圖曼土耳其帝國攻滅了埃及馬木留克王朝後取代馬木留克統治了巴勒斯坦。1830年代，埃及總督穆罕默德·阿里帕夏及其子易卜拉欣帕夏叛離鄂圖曼土耳其，並統治了巴勒斯坦。易卜拉欣帕夏為擴充軍備，大量徵召巴勒斯坦人從軍，造成巴勒斯坦人的不滿。1834年5月，巴勒斯坦人起義，連續攻佔了耶路撒冷、希伯倫和納布盧斯等城市，直到8月4日，易卜拉欣帕夏在希伯侖剿滅了最後一支叛軍，巴勒斯坦人歷史上第一次的起義才告一段落。這次的運動雖然結束了，班尼·莫里斯認為，巴勒斯坦仍然殘留許多泛伊斯蘭主義者和泛阿拉伯主義者，並持續活躍。
瓦利德·卡里迪則有不同看法，表示在鄂圖曼土耳其帝國時期的巴勒斯坦人「明確的知道巴勒斯坦歷史的獨特性」，並且「雖然他們以阿拉伯文化的傳承感到自豪，但巴勒斯坦人認為自己並不只是7世紀阿拉伯帝國擴張時期時，那些阿拉伯征服者的後裔。他們還流有那些，從那不可追憶的時代，即居住在這塊土地上的土著血液，流著古希伯來人的血，流著迦南人的血」
詹姆士·L.蓋爾文（James L. Gelvin）認為，巴勒斯坦的民族主義，是為了對抗猶太人的錫安主義。在他的書《The Israel-Palestine Conflict: One Hundred Years of War》中提到：「巴勒斯坦人的民族主義從戰間期開始產生，是為了對抗錫安主義者的移入和定居。」蓋爾文表示這個事實並不會影響到巴勒斯坦的國族認同的正當性：
「巴勒斯坦民族主義產生的時間，較錫安主義晚，而且它的出現是為了對抗錫安主義。然而這個事實完全不會減損巴勒斯坦民族主義的正當性以及有效性。幾乎所有的民族主義的興起，都是為了與『另一個民族』的民族主義對抗，否則為什麼你需要別人定義你自己是誰？所有的民族主義，本身就是由他們所想要對抗的民族所定義。」
另一方面，拉希德·卡里迪則持完全相反的看法。他認為，現今巴勒斯坦人的國族認同，源自19世紀末期的民族主義，當時的巴勒斯坦是由鄂圖曼土耳其帝國所統治。第一次世界大戰後，鄂圖曼帝國在中東的領土遭到瓜分。而巴勒斯坦也在此事件中劃出了鄂圖曼帝國，因此第一次擁有了屬於自己的國界，也為此產生了更強烈的國族認同。卡里迪說：「把巴勒斯坦的民族主義作為對於錫安主義的回應，是嚴重錯誤的想法。」
信仰是維持巴勒斯坦人凝聚民族主義最強烈力量，許多巴勒斯坦人以穆斯林的身分自居。縱然如此，巴勒斯坦人仍不認為自己僅是來自於阿拉伯或鄂圖曼土耳其的征服者，他們認為自己也擁有希伯來人以及迦南人的血統。
大衛·塞登在文章中說：「1960年代開始，巴勒斯坦解放組織的成立，使得巴勒斯坦的民族意識開始蓬勃發展起來。」，而「『此似乎自聖經時代即已存在的名字』（指非利士人，詞源一節已說明到「非利士人」與「巴勒斯坦人」發音相近。）顯示了這個族群在此漫長歷史上的悠久起源（就像『以色列人』這個名字葉是從聖經理就提到的古老名字）。」

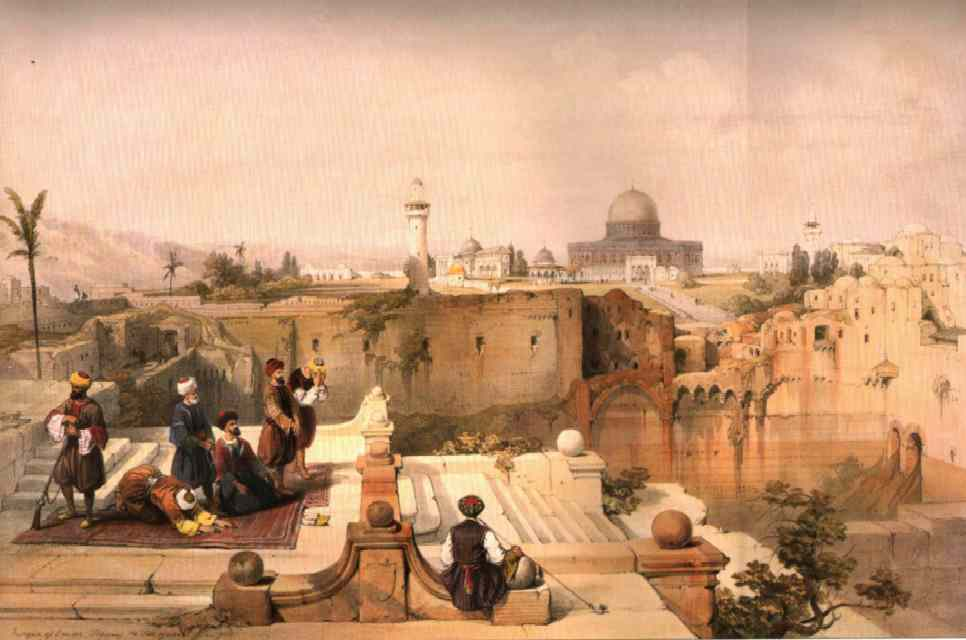
在耶路撒冷祈禱的穆斯林。（（David Roberts）攝，1840年）

伯納德·劉易士認為，鄂圖曼帝國轄下的巴勒斯坦阿拉伯人，並沒有一個國家的概念。直到錫安主義出現，巴勒斯坦人的建國意識才逐漸興起。其實不只巴勒斯坦，阿拉伯諸省中的阿拉伯民族主義份子「在第一次世界大戰之前，佔總人口的比例並沒有很高。」
社會學家塔米爾·索雷克（Tamir Sorek）認為：「雖然明顯的巴勒斯坦民族認同可以追溯到19世紀中葉，甚至是17世紀，但要一直到第一次世界大戰之後，巴勒斯坦阿拉伯人的民族主義才形成一個『政治』共識。」
先暫且不論巴勒斯坦民族主義是怎麼出現的。到了20世紀初期，巴勒斯坦的阿拉伯語報紙，像是《Al-Karmil》（創立於1908年）或是《Filastin》，已對於錫安主義產生明顯的排斥，民族主義也日益蓬勃。《Filastin》一開始集中火力批評鄂圖曼帝國沒有控制好猶太人大量移入，而導致錫安主義的興起。後來他們也對於整個社會的其他層面表達關心，例如批評錫安主義者大量購買巴勒斯坦農民的土地，造成巴勒斯坦人的土地喪失。

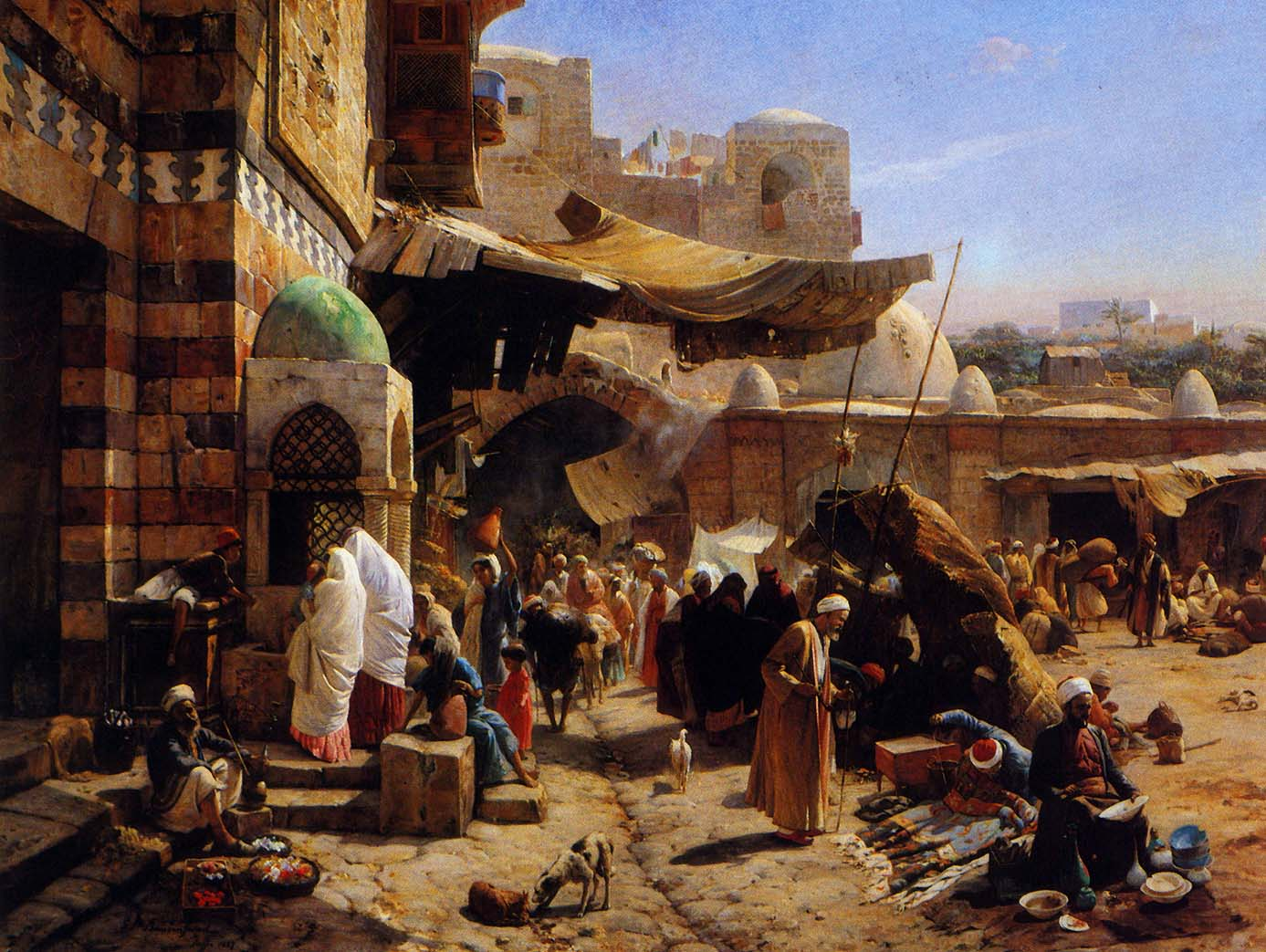
雅法的阿拉伯市集，繪於1877年。

第一個巴勒斯坦的民族組織在一次大戰後創建。此後，延伸出了兩大政治派系：一個是納夏希比家族（Nashashibi family）所控制的al-Muntada al-Adabi系統；另一個是胡協尼家族（Husayni family）在大馬士革建立的al-Nadi al-Arabi系統。這兩個系統都致力於阿拉伯文以及阿拉伯文化的推廣。
第一次提到巴勒斯坦建國的構想是在1919年2月的耶路撒冷召開的巴勒斯坦阿拉伯國會上提出的，這次會議是穆斯林-基督徒聯合會（Muslim-Christian Associations）為了選出巴黎和會的巴勒斯坦阿拉伯人代表而開的會。但這個建國的構想被否決掉了，巴勒斯坦的代表表示：「我們認為巴勒斯坦是屬於敘利亞阿拉伯的一部分，因為他們從來沒有分開過。我們在民族上、信仰上、語言上、自然環境上、經濟上以及地理上，有著強烈的連結。」
在納比慕沙（Nabi Musa）發生的「納比慕沙暴動」和費薩爾一世建立大敘利亞王國的構想都失敗之後，顯著的巴勒斯坦民族主義，在1920年的4月到7月間的這段期間誕生了。
鄂圖曼帝國衰落之後，法國佔領了敘利亞。曾任耶路撒冷市長的泛敘利亞主義者慕沙·卡賽姆·帕夏·阿爾-胡賽尼（Musa Qasim Pasha al-Husayni）說：「最近在大馬士革發生的一連串事件之後，現在我們必須更改我的計畫，南敘利亞已不再存在了，我們必須保衛我們的巴勒斯坦。」
在英屬巴勒斯坦時期，泛敘利亞主義和巴勒斯坦民族主義的爭執不斷延續，但前者到後來逐漸消聲匿跡。當時巴勒斯坦民族主義的著名領導人有：英國指派的大穆夫提（Grand Mufti，宗教法律闡釋官）穆罕默德·阿敏·阿爾-胡賽尼和伊茲·阿德-定·阿爾-卡賽姆。

#### 為自主奮鬥
雖然阿拉伯人目前是巴勒斯坦的主要民族，他們從來沒有對這塊土地行使完整的主權過。第一次世界大戰前，巴勒斯坦被鄂圖曼土耳其統治；戰後由英國統治；而1948年時，以色列國又在巴勒斯坦建立。第一次中東戰爭後，僅存的兩塊領土又被瓜分，埃及統治加薩走廊，而約旦統治西岸。第三次中東戰爭以後，以色列獲得決定性的勝利，佔領了加薩和西岸。歷史學家阿維·施萊姆（Avi Shlaim）認為，以色列利用阿拉伯人從未對這塊土地行使完整主權這點，來否定阿拉伯人自決建國的權利。
經過一番奮鬥之後，巴勒斯坦人自決的權利已經在安全理事會、國際法院和一些以色列的行政當局中得到確認。國際法院聲明，巴勒斯坦人有權享受他們的主權，包括自決。以色列大量收購巴勒斯坦土地實施種族隔離將不被允許。希金斯法官還說：「巴勒斯坦人民有權享有其領土，行使自決權，並有他們自己的國家。」2007年10月，日本司法部決定接受巴勒斯坦民族，巴勒斯坦人不應再被視為無國籍人士。2008年巴勒斯坦方面聲稱擁有巴勒斯坦國部分領土的主權。目前，世界上有122個國家承認巴勒斯坦國，然而，巴勒斯坦人的主權仍然受到相當的限制，而許多邊界的紛爭仍未止息。

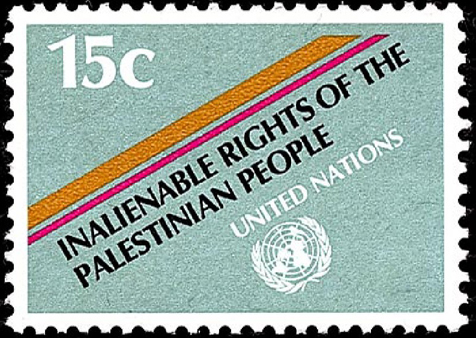
聯合國紀念巴勒斯坦人奮鬥的郵票

### 英國託管時期

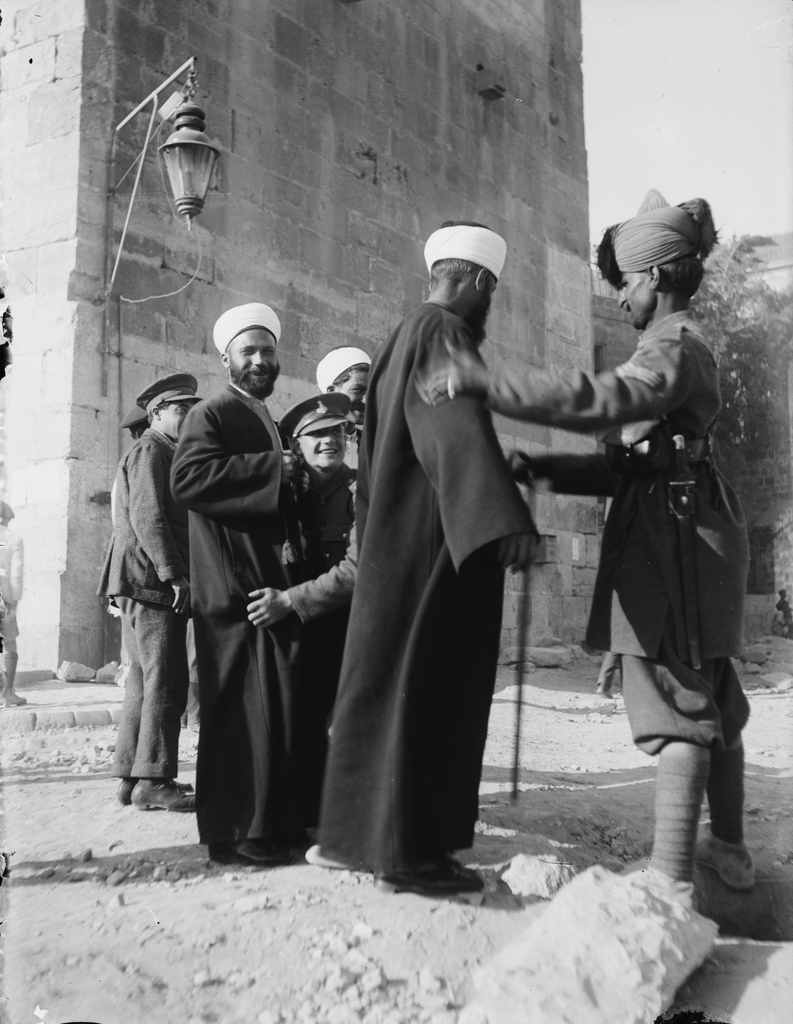
印度士兵正在搜索1920年巴勒斯坦暴動的領導人

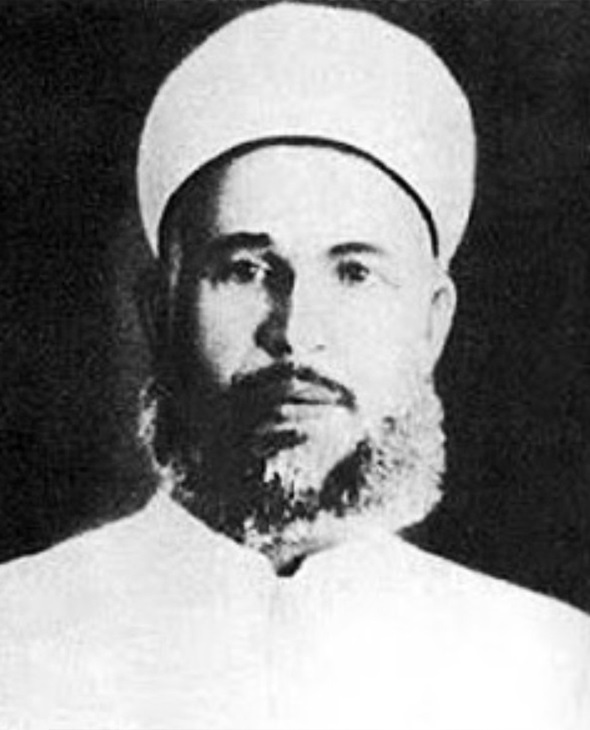
伊茲·阿德-定·阿爾-卡賽姆像

國際聯盟第22號決議文中表示巴勒斯坦不再由鄂圖曼土耳其帝國統治，並終止巴勒斯坦以鄂圖曼帝國作為其「文明的神聖寄託」（a sacred trust of civilization）。在第7號決議文中表示託管第必須為巴勒斯坦居民建立一個嶄新且獨立的國家。這表示巴勒斯坦不應該併入英國，且居住於此地的人民不應該自動成為英國的公民。
託管當局當局認為信仰才是當地民族真正的差異，而不是國籍。因此在1922年和19311年的普查中，殖民當局將巴勒斯坦人以穆斯林、基督徒和猶太教徒做區分，而沒有阿拉伯人這個類別。
1920年2月，英國將軍路易斯·博爾斯（Louis Bols）宣布了貝爾福宣言。這個宣言計畫在巴勒斯坦建立一個猶太國家「以色列」，並且註明不得傷害其他非猶太人的信仰權利，但託管當局的條款中並沒有提到非猶太人的政治地位。
1920年4月19日至26日，協約國在義大利召開圣雷莫会议。會議中，託管當局決定接受這個宣言，並且向非猶太裔保證說絕對不會犧牲任何他們擁有的任何權益。1922年，英國託管當局發布憲草，當中表明只要阿拉伯人遵守當局的條款，當局便會給予阿拉伯人在立法委員會的席次。巴勒斯坦阿拉伯人代表團「完全不滿意地」回絕了這個提議。並表示，巴勒斯坦的人民可以在有討論空間的前提下接受貝爾福宣言，但很明顯完全沒有。巴勒斯坦阿拉伯人認為，英國此舉無異是將它們作為『最低階的殖民地』看待。
大約十年之後，阿拉伯人向英國人要求建力自己的國家，但被拒絕。1500人在耶路撒冷的街頭上抗議。一個月後，示威行動一發不可收拾，演變成1920年巴勒斯坦暴動，反對英國統治及大量猶太人移民，博爾斯下令禁止一切示威運動。1921年5月，雅法的大型暴動造成許多猶太人或喪生。
1935年，巴勒斯坦領導人伊茲·阿德-定·阿爾-卡賽姆，被英國殺害後，他的追隨者領導了一場起義。一開始，巴勒斯坦人先在雅法發動大罷工，並攻擊納布盧斯的猶太人及英國人的機構。阿拉伯高等委員會呼籲全國大罷工，停止向英國人繳稅，並且封鎖了自治區政府，要求限制猶太人移民和禁止出售土地給猶太人。到了1936年年底，已經演變為全國大起義。英國宣布戒嚴，解散阿拉伯高級委員會，並逮捕穆斯林最高委員會支持起義者。到1939年，5,000名巴勒斯坦人在英國處決，超過15,000人在起義中受傷。

### 「消失的年代」
所謂「消失的年代」，意指第一次中東戰爭之後巴勒斯坦地區大部分遭到以色列佔據，僅存的加薩走廊和西岸分別被埃及和外約旦佔領，直到1967年六日戰爭後以色列佔領巴勒斯坦全境的時期。消失的年代這個名詞是卡里迪首次使用的，表示巴勒斯坦人失去家園，分別流散到埃及，約旦，敘利亞和黎巴嫩等鄰國近二十年的历史。
1948年第一次中東戰爭後，造成了巴勒斯坦人的大流亡。巴勒斯坦人在「災難日」（Al Nakaba）之後，暫時中止了政治運動，卡里迪將此歸因於是1947年至1949年，大約400個城鎮的人民被迫流亡，並造成數十萬的難民。
以色列籍歷史學家埃夫拉伊姆·卡什（Efraim Karsh）認為在大離散時期，由於巴勒斯坦人一直處於分散的狀態。因此在1967年六日戰爭之前，巴勒斯坦人一直無法產生民族認同。1950年，約旦正式合併西岸地區，並給予西岸居民約旦公民身分，試圖使巴勒斯坦人融入約旦的社會當中。「消失的十年」期間，約旦和其他阿拉伯國家統治下的巴勒斯坦難民，一直對他們的民族認同觀念噤若寒蟬，直到1967年以色列征服巴勒斯坦全境為止。一些西岸的阿拉伯人至今仍持有约旦的护照。而在加薩走廊， 埃及仅为少数人提供了公民权。
1950年代期間，一些巴勒斯坦民族社群開始秘密成立，並在1960年代逐漸公開活動。之前在英國託管時期與英國與錫安主義者斡旋的菁英階級，由於對失去巴勒斯坦附有極大責任，因此逐漸被新招募來的中產階級成員取代。這些成員大部分是開羅、貝魯特和大馬士革的就讀中或剛畢業的大學生。
後來，納塞爾提出泛阿拉伯主義之後，巴勒斯坦人由於本來就很重視阿拉伯民族認同，因此他們的心逐漸歸屬於他們所希望歸屬的阿拉伯國家，巴勒斯坦民族主義在泛阿拉伯主義的思潮之下，逐漸模糊。

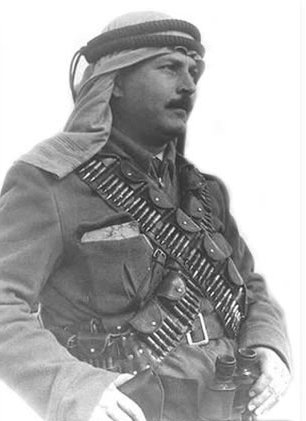
阿卜杜勒·卡迪爾·阿爾-侯賽尼（Abd al-Qadir al-Husayni），1948年聖戰軍（Army of the Holy War）的首領。
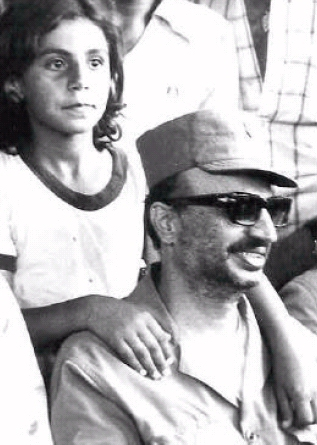
阿拉法特，巴勒斯坦解放組織的首領，1978年攝於南黎巴嫩的巴勒斯坦人難民營。

### 1968年至今
1967年六日戰爭後，以色列佔據加薩和西岸的舉動引發巴勒斯坦人的第二次大流亡（1967年巴勒斯坦人大流亡），使巴勒斯坦的政治及軍事組織破碎，使他們不再寄望於泛阿拉伯主義。泛阿拉伯主義的衰退，造成巴勒斯坦民族主義又再度復興，使巴勒斯坦更團結在1964年於開羅成立的巴勒斯坦解放組織中。自從1964年巴解成立以來，他便在接下來的幾年持續成長，特別是在阿拉法特的民族主義導向的領導下。
主流的世俗巴勒斯坦民族主義者在巴解之中成立了他們的群體，像是法塔赫和巴勒斯坦人民解放陣線，這些團體相信只有經由暴力才能解放巴勒斯坦。這些團體表示，1960年代出現的民族主義具有數百年的歷史淵源，甚至數千年。但其實巴勒斯坦的民族主義是一直到近代才出現。
卡拉麥戰役以及約旦黑色九月使更多巴勒斯坦人更團結特別是在大流亡時期。在同時，在加薩和西岸的巴勒斯坦人中興起了一種代表巴勒斯坦人的政治策略，稱為「薩穆德」（sumud），這種新的意識形態略在1967年之後被人民廣泛接受。薩穆德是一種與土地、農業和當地土著建立深刻感情的意識形態。這個觀念被當時許多巴勒斯坦農民奉行，他們堅守在自己的土地上，拒絕離開。對於巴勒斯坦敢死隊，「薩穆德」的體現方式是以比較被動的方式呈現。敢死隊員必須「在象徵對於土地的牽掛和連結，在農民及鄉村的生活之下」默誦一些文字。
1974年，巴解組織被聯合國確認為巴勒斯坦國的唯一合法代表，並在同年被視為是一個民族解放運動授予觀察員地位。以色列拒絕接受這項決議，且稱這是「可恥的」。 在一次演講中以色列國會副總理兼外交部長伊加尔·阿隆略述了政府的觀點：「不要期待我們會將這個稱為巴勒斯坦解放組織的恐怖組織認定為巴勒斯坦人的代表，因為他的確不是。不要期待我們與恐怖分子首領談判－這些想透過行動和意識形態消滅以色列的恐怖份子」。

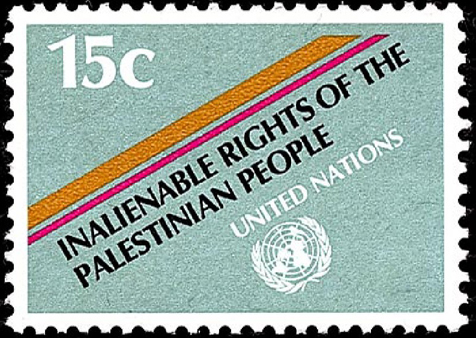
聯合國紀念巴勒斯坦人的權利的郵票

1975年11月10日，聯合國大會通過第3376號决議，设立附屬機構「联合国巴勒斯坦人民行使不可剥夺权利委员会」。根据该决议，委员会被要求审议并向大会建议一项旨在使巴勒斯坦人民行使其权利的实施方案；同时，委员会也被要求通过秘书长将一份报告和建议转交给安全理事会，该建议后来遭到否决。联合国大会此后要求委员会不断评估巴勒斯坦局势，并向大会或安理会提交报告和建议，以及通过非政府组织等手段宣传委员会的建议。根据1974年11月22日联合国大会通过的第3236號决議，上述权利包括：不受外来干预的自决权利，获得国家独立和主权的权利，以及被迫流离失所的巴勒斯坦人重返家园和收回财产的权利。希伯來大學的教授伊來‧普塔赫表示，以色列試圖凐滅巴勒斯坦人的存在及其獨特性，1948年到1980年的以色列的教科書上皆以「以色列國土中的阿拉伯人」來取代「巴勒斯坦人」。
第一次巴勒斯坦大起義（1987-1993）是第一個對於以色列佔領巴勒斯坦的群眾運動。之後的1988年，巴解宣布成立巴勒斯坦國。這些事件加強了巴勒斯坦人的國族認同。1991年，波斯灣戰爭爆發之後，巴解站在了伊拉克一方，這使科威特相當震怒，強迫將近200,000名巴勒斯坦人離開（科威特巴勒斯坦人流亡）。
1993年8月20日，第一張以巴臨時和平協定－奧斯陸協定簽署。和平進程預定執行期為五年，結束於1999年6月。以色列開始從加薩及耶利哥等部分地區撤軍，但後來爆發的一連串事件（以色列總理拉賓遭到國內激進派暗殺）使此協議的進程最後無限期擱置，以色列停止撤軍。奧斯陸協議的失敗引發了比第一次更激烈的2000年的第二次巴勒斯坦大起義。
國際法院觀察到，自從以色列政府決定承認巴解為代表時，巴勒斯坦的存在就不再是一項爭議的議題。1995年9月28日西岸和加薩的以巴臨時協定，多次提到了巴勒斯坦人和其「合法權利」。Thomas Giegerich對於巴勒斯坦人建立一個主權獨立的國家的權利發表評論：「巴勒斯坦人自決的權利賦予其決定其政治地位的權利，且此權利是不可剝奪的。以色列既然視巴勒斯坦人與他們為不同族群，他們便有義務依聯合國憲章來推動及尊重巴勒斯坦人的權利。」

## 族源
就像黎巴嫩人、敘利亞人、埃及人、馬格里布人等等民族一樣，這些說阿拉伯語，且與阿拉伯文化密切相關的民族都被廣泛稱為「阿拉伯人」。7世紀的阿拉伯帝國擴張以前，巴勒斯坦是一塊受希臘化的區域。後來操阿拉伯語的庫爾德人成立的阿尤布王朝佔領了巴勒斯坦。從此之後，巴勒斯坦人受到阿拉伯文化的洗禮並產生密不可分的關係。基因證據顯示，有些或是大部分的巴勒斯坦人與阿拉伯征服者其實沒什麼關係，他們的祖源可以追溯到7世紀以前即以居住在這塊土地的居民。

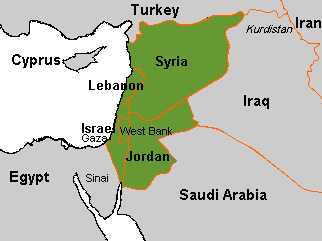
現代的黎凡特
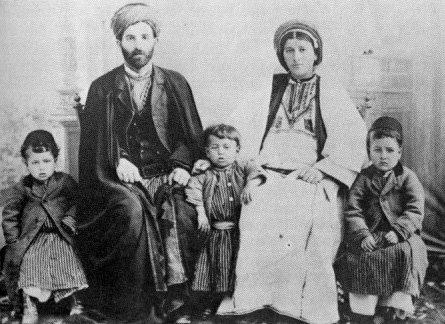
拉姆安拉的巴勒斯坦基督徒家庭，設於1905年，鄂圖曼巴勒斯坦。

巴勒斯坦族人類學家阿里·克列伯（Ali Qleibo）說道：
「歷史上，有許許多多的民族來到巴勒斯坦，並在此建立家園：迦南人、耶布斯人、來自克里特的非利士人、安納托利亞人、里底亞人、希臘人、希伯來人、亞摩利人、以東人、納巴泰人、埃蘭人、羅馬人、阿拉伯人和歐洲來的十字軍等等。他們割據一方，彼此互相爭奪土地主權。另外，還有一些民族是征服者，他們就如同大地震一般蹂躪過巴勒斯坦，像是：古埃及人、西台人、巴比倫人、波斯人，以及13世紀蒙古人佔領巴勒斯坦……如流星一般，這些民族曾經在這塊土地輝煌一時，但卻曇花一現。他們雖然自正史及民族紀錄中退場消失，但他們實際上卻以服裝、禮儀和古文明的考古遺址存續到了現代存續了下來－儘管是在阿拉伯及伊斯蘭文化下的小小裝飾。
現代阿拉伯民族史學的創立者喬治·安東尼（George Antonius）在1938年的研討會書籍《阿拉伯人的覺醒》（The Arab Awakening）中寫道：
「阿拉伯人」與巴勒斯坦的關係，自信史以降，便沒有停歇過。因為現在（在巴勒斯坦）所指的「阿拉伯人」指的不只是7世紀來自阿拉伯半島的征服者，而是所有與阿拉伯征服者通婚，還有長期接受他們語言、服飾以及思想而被阿拉伯化的民族。」
美國歷史學者伯納德·劉易斯寫到：
「明顯地，不論是在巴勒斯坦，或是中東的其他地方，現在的居民包含那些世世代代都居住在此的居民。同樣明顯的是，幾百年來，人口結構會隨著人口的遷移、流散、移入，和定居而改變，而這件事在巴勒斯坦更是千真萬確......。」
杜克大學宗教史學家埃里克·M.邁爾斯（Eric M. Meyers）寫到：
「巴勒斯坦人是否源於迦南人這個問題有什麼重要性？在早期歷史比較保守的時候，有人會說這個問題只是為了確認以色列和他仇敵的世仇。然而，有些學者相信以色列自己本身就是從迦南人的聚落中衍生出來的（西北閃米特人），並且以其迦南人的元素，來與迦南人菁英及城邦結盟。但之後，他們被城邦和迦南人菁英剝奪了公民權。以色列人和一些被褫奪公民權的迦南人聯手挑戰城邦首領的霸權，並基於平等原則和一個不常見的威脅，在山丘建立他們的國家，塑造了新的身分。這是另一個諷刺的現代議題：『巴勒斯坦人事實上與現今的以色列人，有血緣關係－或者說是表親關係。』」

### 迦南主义

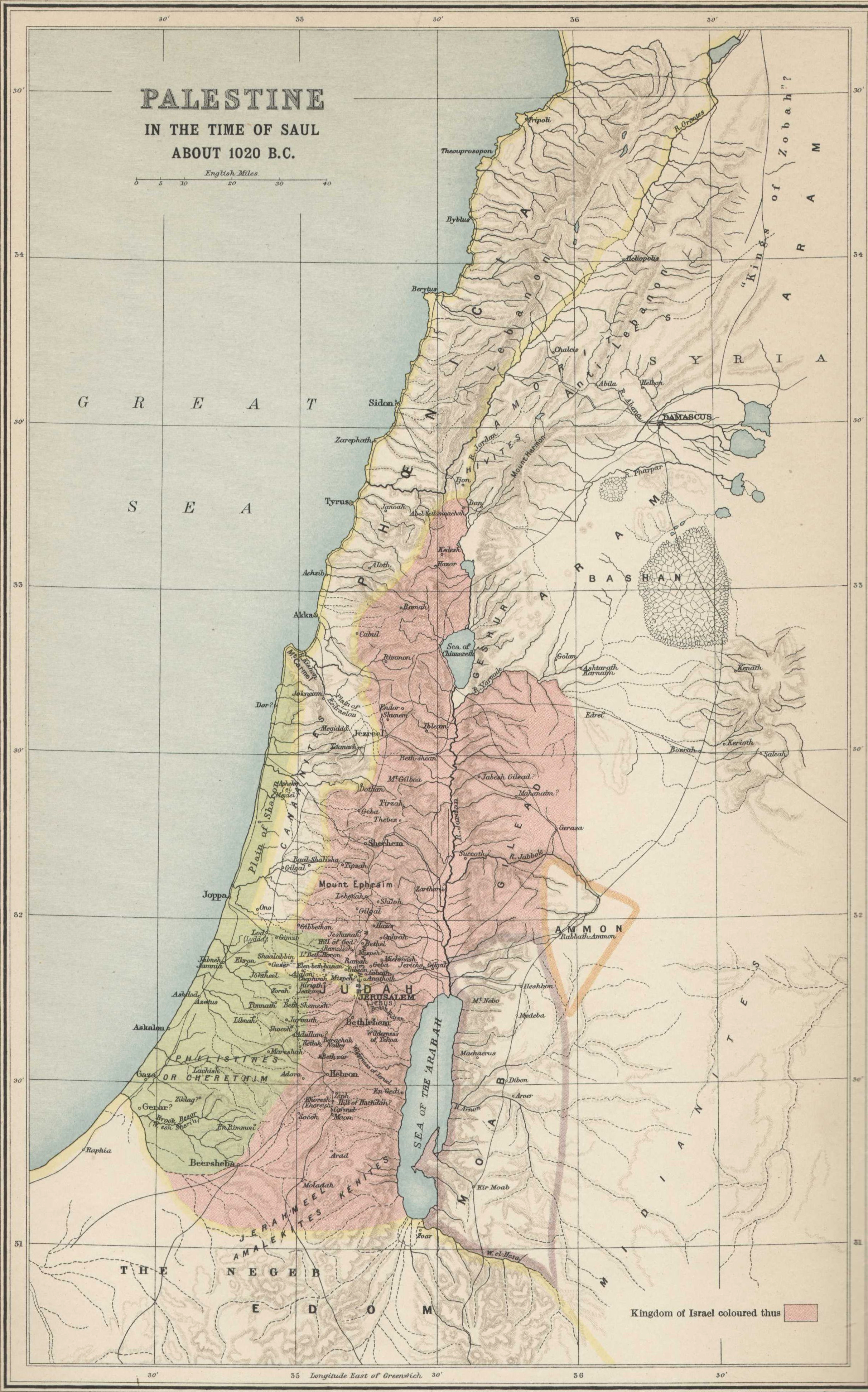
掃羅時代的巴勒斯坦（約西元前1020年）。根據（George Adam Smith）在1915年繪製的《聖地史地輿圖》（Atlas of the Historical Geography of the Holy Land）

1939年，在約拿單·拉多西的領導之下，「迦南主義」開始盛行了起來。所謂的迦南主義，是希望能建立一個屬於「希伯來人的國家」，而非「猶太教的國家」。
這種新的意識型態與許多錫安主義者的思想不同，沙利姆·塔瑪利（Salim Tamari）紀錄了迦南主義與錫安主義的各種矛盾。例如說，錫安社會主義者的其中一個重要的建立者白·波洛加夫（Ber Borochov），在1905年說道：「在以色列土地上的法拉欣（巴勒斯坦農民階級），是希伯來農民的遺存後代。」他相信拉法欣是希伯來人和迦南人「與一些阿拉伯人混血」的後代。他還相信巴勒斯坦農民會接受錫安主義，因為巴勒斯坦人缺乏一個堅定的國族主義，所以會促使他們融入新的希伯來社群。後來成為第一任以色列總理的戴維·本-古里安和第二任以色列總統的伊扎克·本-茲維，在1918年試著以意第緒語寫一份論文，希望證明巴勒斯坦農業社會的生活模式，是來自於聖經時期的以色列。很明顯的，為了迎合迦南主義，許多人嘗試證明巴勒斯坦人是希伯來人的分支，以證明巴勒斯坦人加入以色列的正當性。然而，這些嘗試最後都獲得失敗，且與錫安主義漸行漸遠。塔瑪利表示「迦南主義的推行所造成的影響問題重重，因此迅速退場。」
阿哈德·哈姆（Ahad Ha'am）相信，「（巴勒斯坦的）穆斯林從以前就居住在此……他們在基督教興盛的時代便成了基督徒，在伊斯蘭教興起時，他們變成了穆斯林。以色列·貝爾金德，比魯運動的創始人，也認為巴勒斯坦人與猶太人是兄弟。在他有關巴勒斯坦的書《以色列土地上的阿拉伯人》（The Arabs in Eretz-Israel）提到，猶太人大流散之後，猶太社群分散到全世界。「有一些農人還是為了他的土地留了下來」之後，他們被改造成了穆斯林或基督徒。因此他提議，「歷史的錯誤」（羅馬皇帝提圖斯摧毀第二聖殿）應該被彌補，以色列要像對自己人一般地接納巴勒斯坦人，並且為他們設立希伯來學校，教授他們阿拉伯文、希伯來文和共同文化。茲維·米西奈（Tsvi Misinai）。一位以色列研究者、企業家和以巴爭議解決替代方案支持者。他推斷將近90%居住於以色列和以色列佔領區（包括以色列的阿拉伯公民和內蓋夫的貝都因人）的巴勒斯坦人，是以色列大離散後留下的以色列農民後代。
但巴勒斯坦社群本身主張，他們是迦南人的直系後裔，與以色列人沒有任何間接的關係，而這個論點也直接導致了以巴衝突。伯納德·劉易士寫到：「為了某些政治目的，巴勒斯坦人改寫了歷史……撇開聖經中的以色列人，而聲稱和迦南人（那些在聖經時期以前就居住在巴勒斯坦的居民）有血緣關係，他們希望提出，聖經上給以色列人在巴勒斯坦的應許（promise）和產業（possession）之前，他們就已經和這塊土地有關。」
這種將巴勒斯坦人與迦南人的關係牽連在一起的主張，顯示了巴勒斯坦人與猶太人對抗是歷史的必然。但札凱里亞·穆罕默德（Zakariyya Muhammad）等巴勒斯坦學者批評這種行為，他稱之為「迦南意識型態」（Canaanite ideology）。他說，這雖然是「思想上的時尚，但卻與普通人所關心的無關。」並認為迦南意識型態是一種「偏差的意識形態」，因為這個意識型態為了要與錫安主義對抗，間接承認了錫安主義中心思想的先驗假設。錫安主義根本就是來自歐洲的運動，且是歐洲強施於此的行為，但迦南主義者放棄了這種認知，卻將衝突推到迦南人與希伯來人對抗的時代，無意間承認了以色列爭奪此地的歷史地位。

### 分子人类学研究

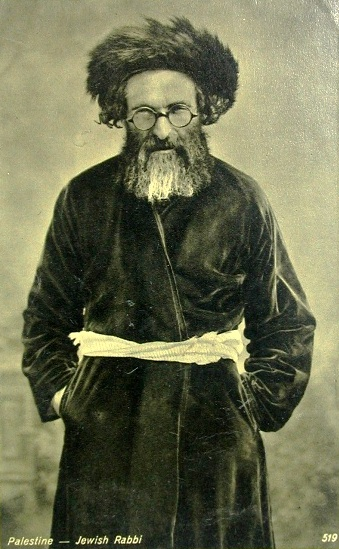
巴勒斯坦拉比，約1930年。

近年來，許多基因證據顯示，大多數的猶太人支系、巴勒斯坦人，和少部分的黎凡特人，具有比較相近的血緣關係。
Nebel提出的一份DNA研究指出，基因證據支持「『部分，或大部分』的巴勒斯坦穆斯林的血緣是源自於『大部分是基督徒或是猶太人的當地居民』，到7世紀阿拉伯擴張才改變其信仰。」他們還發現了巴勒斯坦穆斯林，與德系和西班牙系猶太人有大量基因重疊，但還是有一些明顯的不同，這可能是因為與猶太人長期地理隔離，且後來阿拉伯人移入通婚所致。
在遺傳譜系的研究方面，有一項關於人類Y染色體DNA單倍群的短串聯重複序列的研究。而研究樣本則是巴勒斯坦地區的人民，其中基督徒44位，穆斯林119位。研究結果指出，巴勒斯坦基督徒與穆斯林在遺傳上有所差異。巴勒斯坦基督徒有31.82%屬於E1b1b（單倍群E-M123），11.36%屬於G2a（單倍群G-M201），9.09%屬於J1（單倍群J-M267。而巴勒斯坦穆斯林則有37.82%屬於J1（單倍群J-M267，19.33%屬於E1b1b（單倍群E-M123），5.88%屬於T（單倍群T-M184）。
在2003年，根據謝米諾（Semino）等人有關遺傳譜系的研究中指出，貝都因人有62.5%屬於單倍群J-M267，巴勒斯坦阿拉伯人有38.4%，伊拉克人有28.2%，德系猶太人有14.6%，西班牙系猶太人則有11.9%。閃米特人（包括猶太人）通常比其他族群擁有較多的J1的Y染色體，而其他族群則通常帶有Y-haplogroup J。
根據Balanovsky等人的研究，在達吉斯坦的北高加索地區擁有最多帶有單倍群J-M267的人，其中又以Kubachi地區的居民比例最高（99%），其次是Kaitak（85%）和Dargins（69%）。
單倍群J1是M267亞分支的祖源，發源於南黎凡特。在新石器時期，帶有J1單倍群者自南黎凡特移入衣索比亞及歐洲，並繁衍後代。而其在各族群中的分布如下：
- J1在南黎凡特的族群中最為常見，像是敘利亞、伊拉克、阿爾及利亞和阿拉伯。
- 猶太族群中，J1的遺傳比率大約15%，單倍群J2（M172）（八個子單倍群）則約占J1的兩倍（<29%）。
- 土耳其和伊朗等非閃米特語系國家，J1的遺傳比率明顯驟降。

7世紀時，阿拉伯擴張，將來自阿拉伯半島的單倍群J1帶入北非，形成單倍群J1的第二次擴張。
單倍群J1（Y-DNA）包含了加利利阿拉伯人和摩洛哥阿拉伯人的典型單體型。與之相關的典型單體型是「科恩典型單體型」（Cohan Modale Haplotype）。「科恩」是亞倫（Aaron）後人的後裔，為早期猶太人的祭司階級。J2已知與古希臘人的活動有較密切的關聯，因此主要可以在歐洲及南歐覓得。
根據2010年Behar等人的研究《猶太民族的全基因組結構》，有些巴勒斯坦人的基因比較接近貝都因人、約旦人和沙烏地阿拉伯人，這篇研究指出了巴勒斯坦人的部分基因來自於阿拉伯半島。
另一項研究指出，巴勒斯坦人同約旦人、敘利亞人、伊拉克人、土耳其人和庫德人一樣，他們的人類粒線體DNA單倍群（一種母系遺傳的基因）是來自漠南非洲。在施測的117名巴勒斯坦人中，有15名的粒線體帶有漠南非洲基因。這表示在過去的數千年間，有女性自東非移入近東地區。造成這種遷徙可能有許多原因，但最可能的原因是阿拉伯人的奴隸貿易。在數千年的歷史中，這些奴隸被解放、同化、通婚，造成它們的基因溶入的近東族群中。
根據Nebel等人在2002年的研究《阿拉伯種族擴張的基因證據》（Genetic Evidence for the Expansion of Arabian Tribes）指出，目前觀測到Eu10（即J1）頻率最高的阿拉伯族群是在中東（30%–62.5%）。
Haber等人在2013年所做的研究發現，「敘利亞、巴勒斯坦和約旦等地的穆斯林族群，與摩洛哥和葉門的穆斯林族群屬於同一支系。」作者們表示，信仰與黎凡特人的基因組具有強烈的連結，並重建了伊斯蘭教統治黎凡特地區的基因結構。「原則上，如果巴勒斯坦人僅是單純的改信仰伊斯蘭教，並不會造成基因的流動，尤其是相隔如此遙遠的族群。因此可以明顯的看到在巴勒斯坦改變信仰的這段期間，族群重整的關係。」他們還發現「黎凡特人的基因比起中東人，更類似於歐洲人的。」

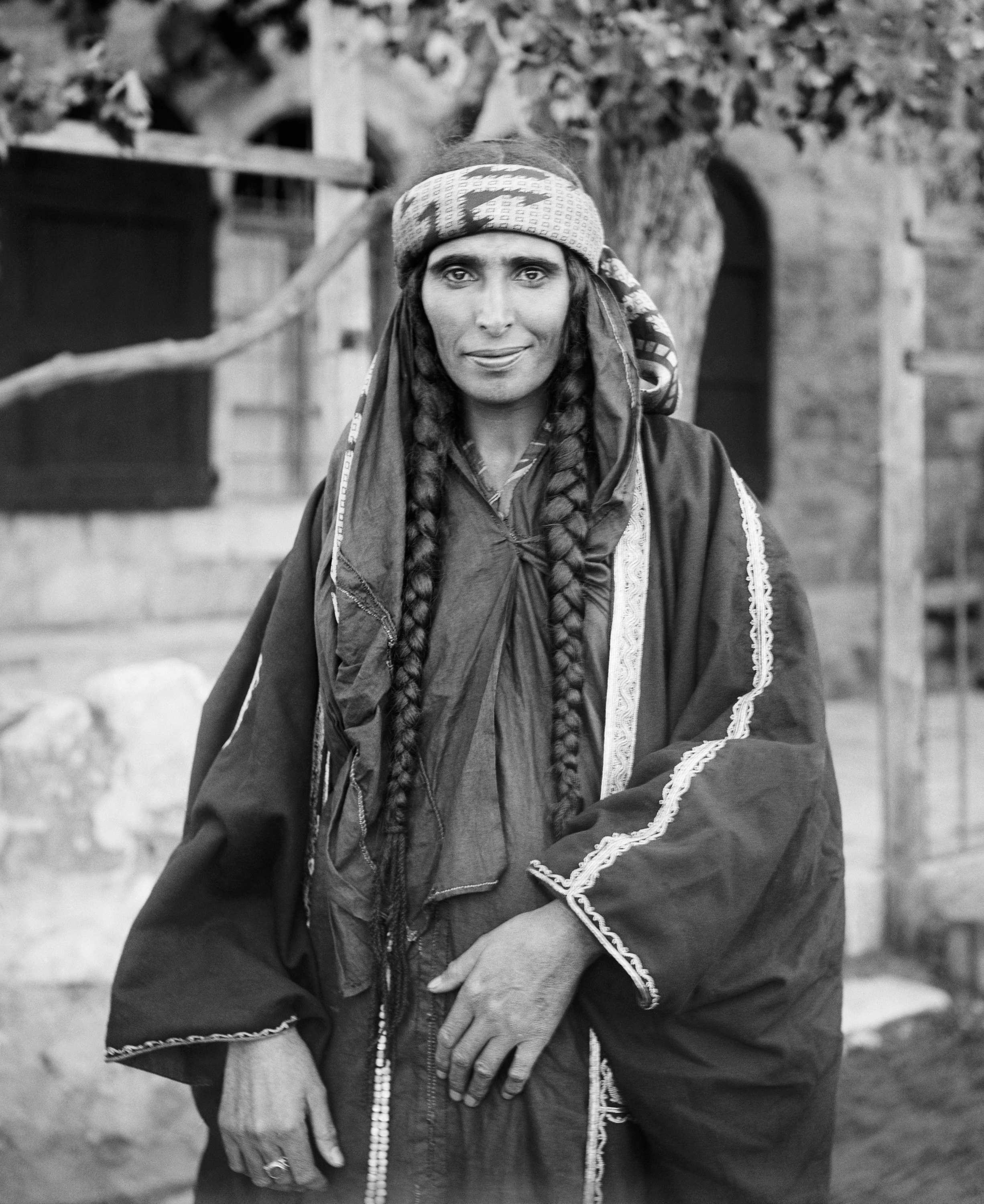
耶路撒冷的貝都因族女性，攝於1898–1914間

### 貝都因人的阿拉伯起源
巴勒斯坦的贝都因人被認為是阿拉伯人的後裔，而非單純只是在語言及文化上受到阿拉伯化的民族。
有少數的貝都因人分布在較北端的加利利，然而這些人並不是前720年亞述國王薩爾貢二世安置在撒馬利亞的阿拉伯人後裔。「阿拉伯」這個名詞，還有阿拉伯人出現在敘利亞沙漠和肥沃月彎，首見於西元前9世紀的亞述文獻。
在阿拉伯四大哈里發時代，穆斯林征服黎凡特。於是，此地的語言便由亞拉米文和希臘文等語言轉變為了阿拉伯文。雖然在表面上，原先的語言從此地消失了。然而，在巴勒斯坦阿拉伯語中，仍然可以尋找到一些蹤影。

### 那布盧斯的巴勒斯坦人具有撒馬利亞人血統
許多納布盧斯的巴勒斯坦人據信是撒馬利亞人的後代。時至今日，有許多納布盧斯人仍保有來自撒馬力亞人的姓氏，如：Muslimani、Yaish、Shakshir等等。

## 人口結構

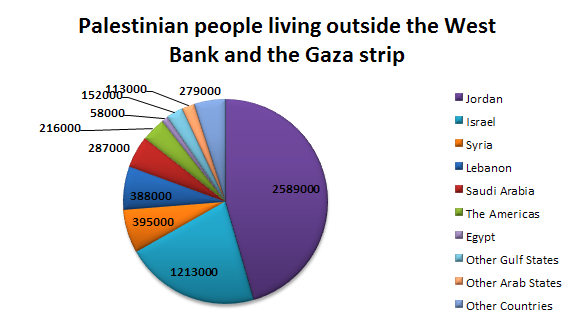
西岸及加薩外的巴勒斯坦人

由於缺乏巴勒斯坦人大離散總人口數的資料，以及在英國託管時期的確切總人口數，巴勒斯坦人的人數一直沒有一個定論。巴勒斯坦中央統計局（Palestinian Central Bureau of Statistics，PCBS）在2004年10月20日為聲稱，截止2003年底為止，全球的巴勒斯坦人數約有960萬人，比2001年多了80萬人。
2005年，美國-以色列人口結構研究小組（American-Israel Demographic Research Group，AIDRG）重新審視了PCBS的數據及統計辦法。在他們的報告中，他們宣布PCBS在統計方法上出現了一些錯誤，且他們自行增加了130萬人的假設值。經過詳細的比對（與巴勒斯坦衛生部比對生育率、與巴勒斯坦教育部比對六年來的註冊人數等等），調查中的被算錯的人數有：
- 出生率：308,000人
- 移入及移出人數：310,000人
- 沒有計算到移入以色列的人：105,000人
- 重複計算耶路撒冷的阿拉伯人：210,000人
- 計算到已移民的居民：325,000人
- 其他失誤：82,000人[150]

然而，這份報告最後被耶路撒冷希伯來大學的人口統計學者塞爾吉奧·德拉帕哥拉（Sergio DellaPergola）批評。德拉帕哥拉認為AIDRG的調查誤解了人口統計的原則，他批評AIDRG選擇性的使用數據，並且在修正的過程中，反而擴大了誤差。此外，這份報告引用了巴勒斯坦選舉名冊的資料，然而卻忽略了有些人並沒有登記選舉權。而且資料中的每名婦女產子比也太低，不符合真實情況。DellaPergola批評這份數據犯下了「典型循環錯誤」，並重新估計西岸地區和迦薩地區的巴勒斯坦人數。他的資料顯示，截至2005年底為止約有333萬人。如果包含東耶路撒冷的族群，應該有357萬人。這個數字只比PCBS做出來的數字稍微低一點。
AIDRG的研究也被伊恩·魯斯提克（Ian Lustick）批評，他認為這份報告比原本錯誤更多，且深化了政治議題。
2009年，在巴解組織的要求之下，「約旦撤回數千名巴勒斯坦人的公民權，使巴勒斯坦的人民永久地居於國內。」
許多巴勒斯坦人僑居於美國，特別是在芝加哥。
目前約有600,000的巴勒斯坦人居住於美洲。巴勒斯坦人移民至美洲的因素，大多是當時在以巴衝突時造成的經濟衰退，為了求生存而移民，許多移民是來自伯利恆。這些移民到拉丁美洲的人大多是基督徒，且其中一半的人居住於智利。薩爾瓦多和宏都拉斯也擁有為數不少的巴勒斯坦人，這甚至還有巴勒斯坦裔的總統（薩爾瓦多前總統埃利亞斯·安東尼奧·薩卡，和宏都拉斯前總統卡洛斯·羅伯托·弗洛雷斯）。巴勒斯坦人口數較少的貝里斯，也有一位巴勒斯坦人部長－薩伊德·慕沙（Said Musa）薩爾瓦多政治家和前游擊隊領導人，也是巴勒斯坦移民的孩子。

### 難民

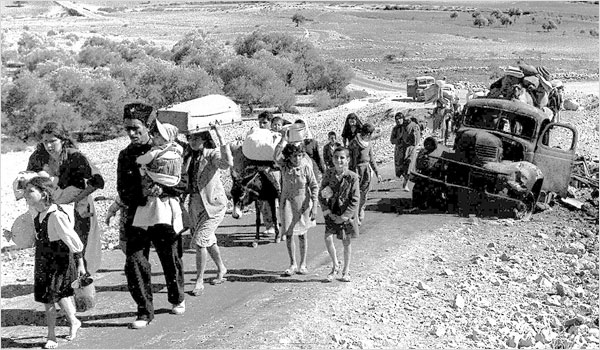
1948年第一次中東戰爭的巴勒斯坦難民。

2006年時，聯合國救濟暨工程處（UNRWA）的巴勒斯坦難民營總共收容了4,255,120名巴勒斯坦難民。這些難民包括1948年第一次中東戰爭逃離或被驅逐的人們，但不包含逃到UNRWA負責區域外的難民。根據這些數據，將近一半的巴勒斯坦人口都是已登記難民。其中加薩的993,818名難民，和西岸的705,207名難民，是從被以色列佔領的城鎮中逃出的。
UNRWA的資料不包含274,000名以色列境內的巴勒斯坦難民。在以色列境內，每5.5名阿拉伯人就有一位是巴勒斯坦難民。
位在黎巴嫩、敘利亞、約旦和西岸等地的巴勒斯坦難民營，是按照難民的家鄉來分的。因此，在難民營中出生的小孩第一件要知道的事就是自己的原鄉。David McDowall寫到：「...對於巴勒斯坦這片土地的思念，充斥了整個難民營。且這種氣氛在年輕一代尤甚，就是那些家鄉僅在想像中存在的一代。」

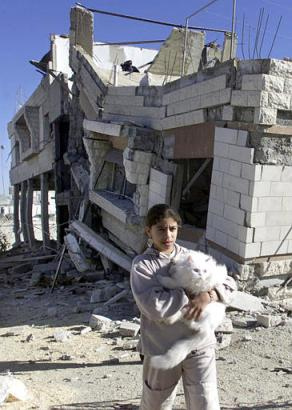
（Balata）的巴勒斯坦難民營，攝於2002年。

以色列將難民與其家鄉隔離的政策，始於戴維·本-古里安和約瑟夫·魏茲（Yosef Weitz）的構想，並於1948年6月的以色列國會上通過。當年12月聯合國通過了第194號決議，內容表示：「難民希望可以與鄰居們一同和平地回歸他們家鄉的這個願望必須被保障，並且應該盡快訂定他們返鄉的時間表。並且應該根據國際法以及平等原則，對於那些選擇不返鄉，以及財產上受到損失者，應該獲得政府或者行政當局的補償。」儘管包含美國總統哈瑞·S·杜魯門在內的國際社群，都表示以色列必須讓巴勒斯坦人返回他們的家鄉，然而以色列卻斷然拒絕，甚至之後還變本加厲地立法防止巴勒斯坦難民返鄉，並沒收其財產。
為了維持1965年阿拉伯聯盟的決議，大多數阿拉伯國家拒絕給予巴勒斯坦人公民權，聲稱如此會使他們失去返回巴勒斯坦的權利。但埃及還是在2012年給50,000巴勒斯坦人公民權，這些人大多來自加薩走廊。
黎巴嫩的巴勒斯坦難民沒有公民權，他們不能擁有不動產，並且不能成為律師、工程師或醫生。

### 信仰

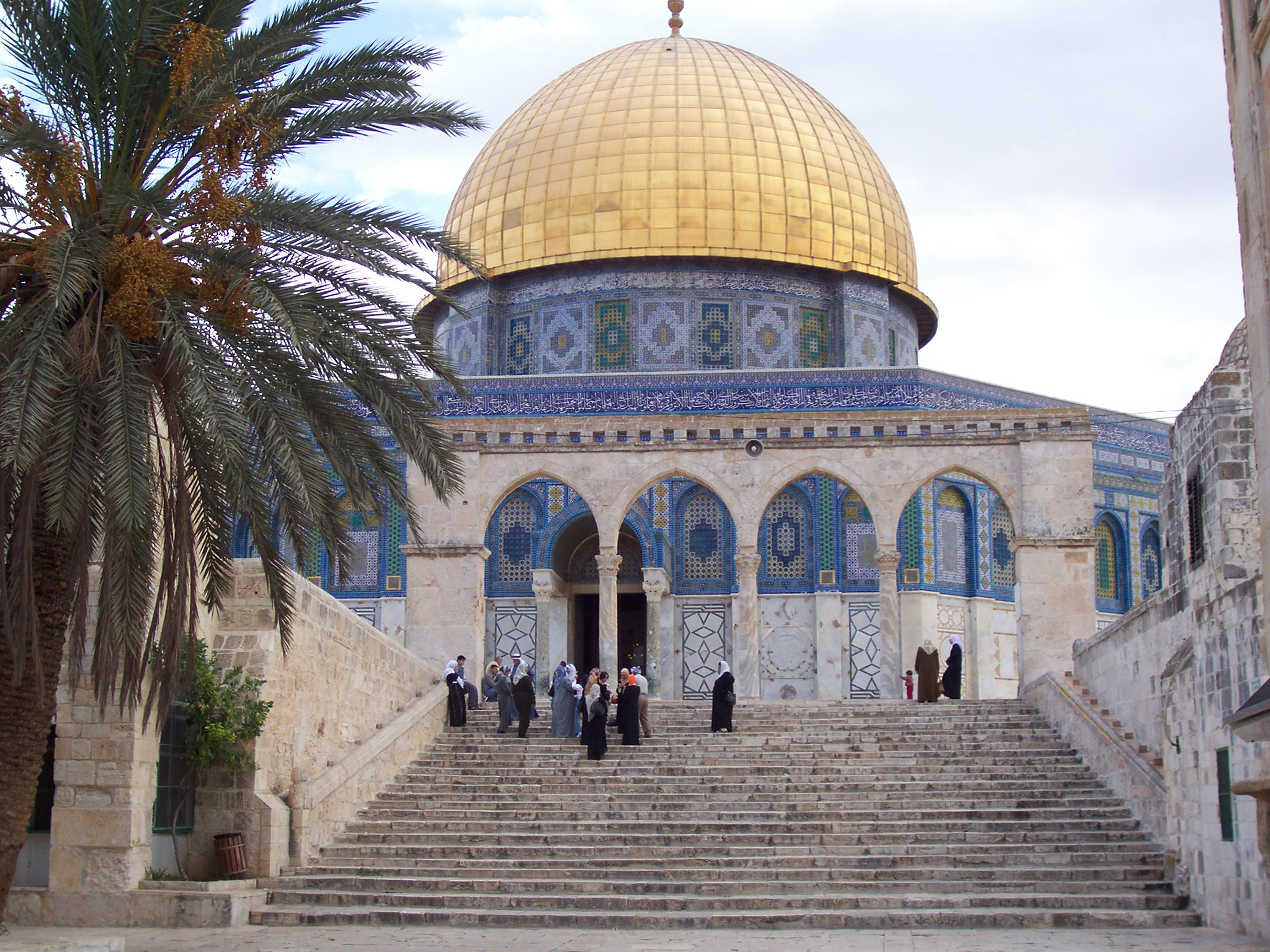
巴勒斯坦祈禱者參拜耶路撒冷的圓頂清真寺。

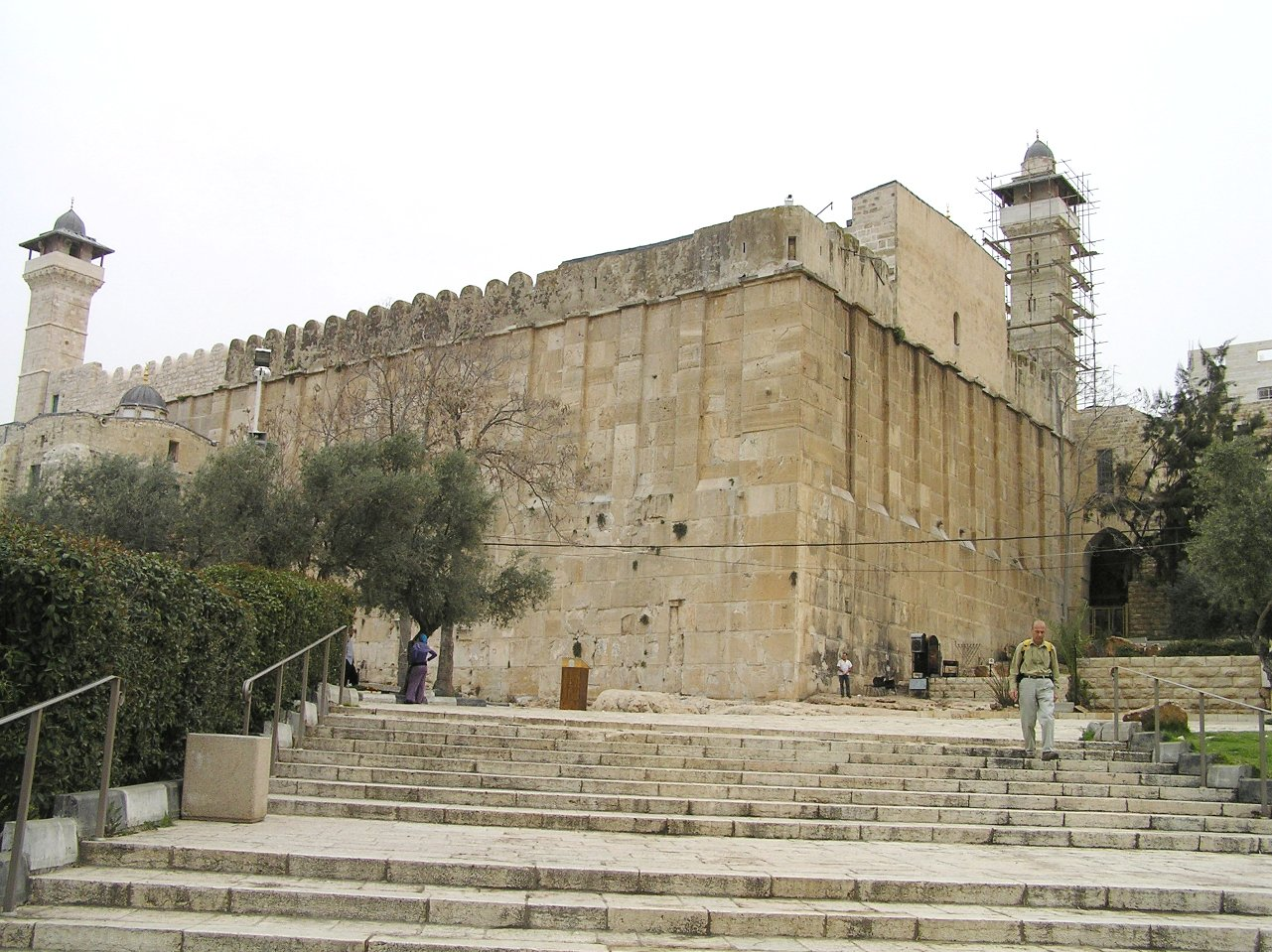
希伯侖的

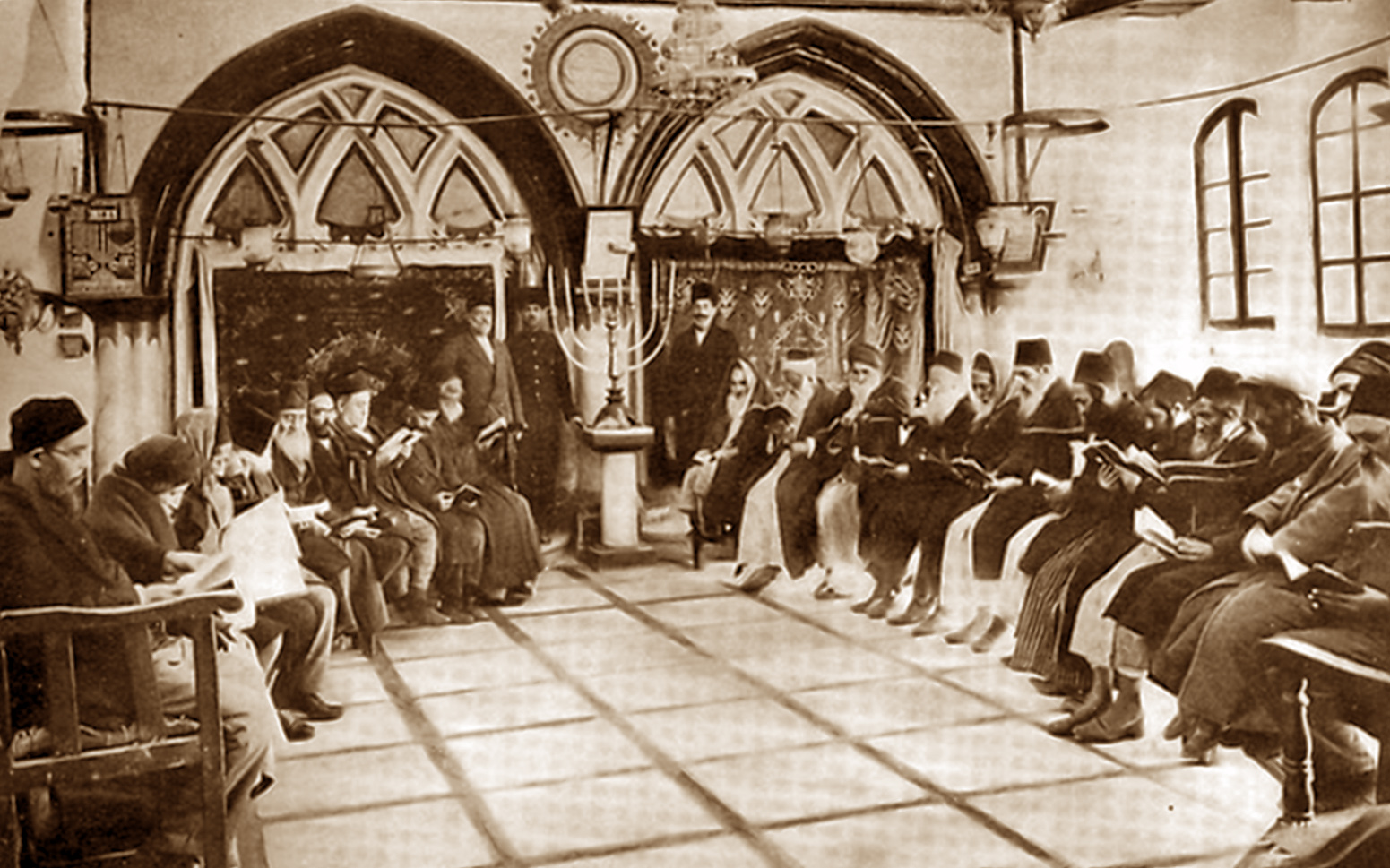
猶太人在「本·薩該」祈禱之家，1893年

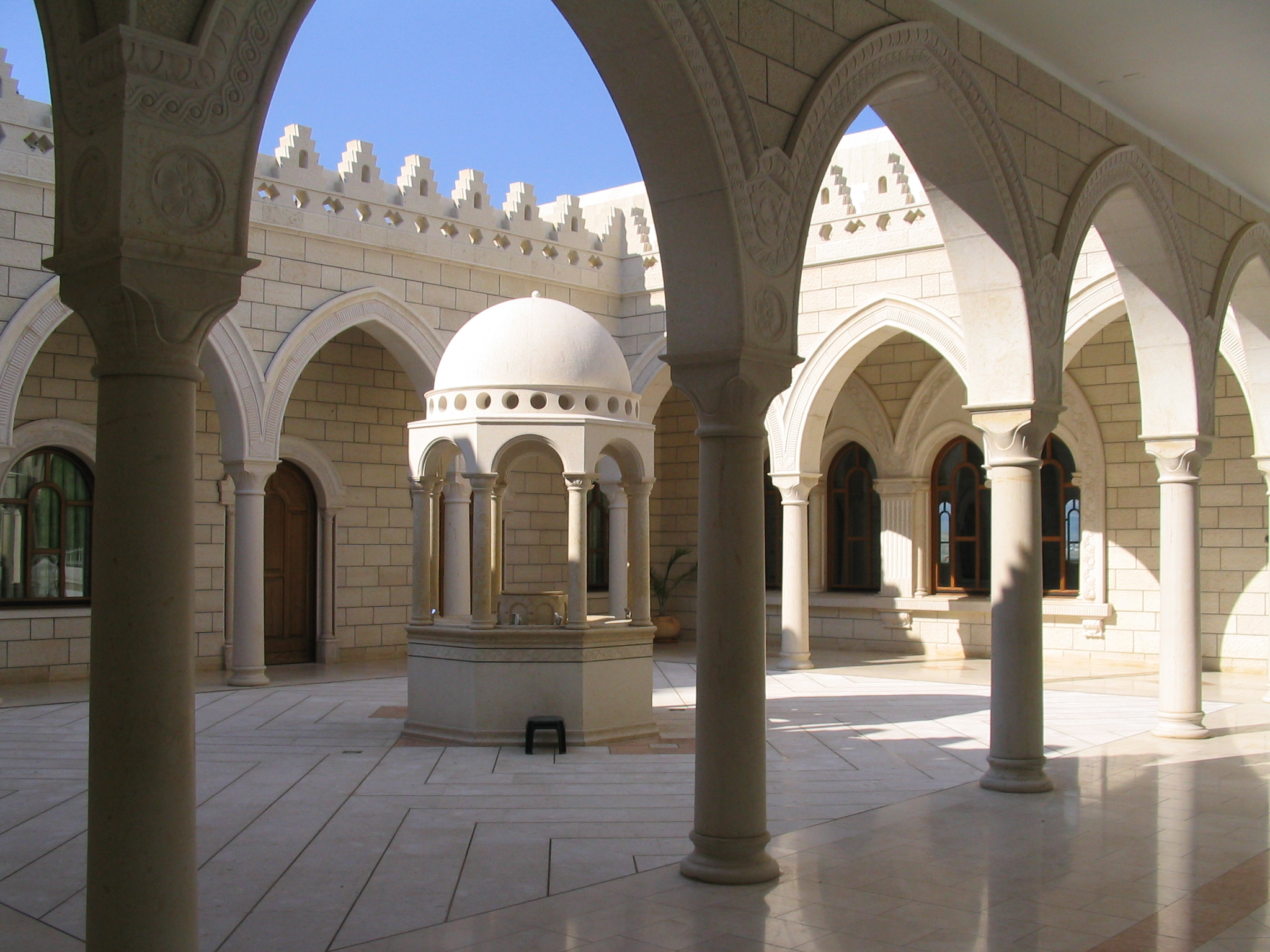
之墓，位於北以色列的（Hittin）

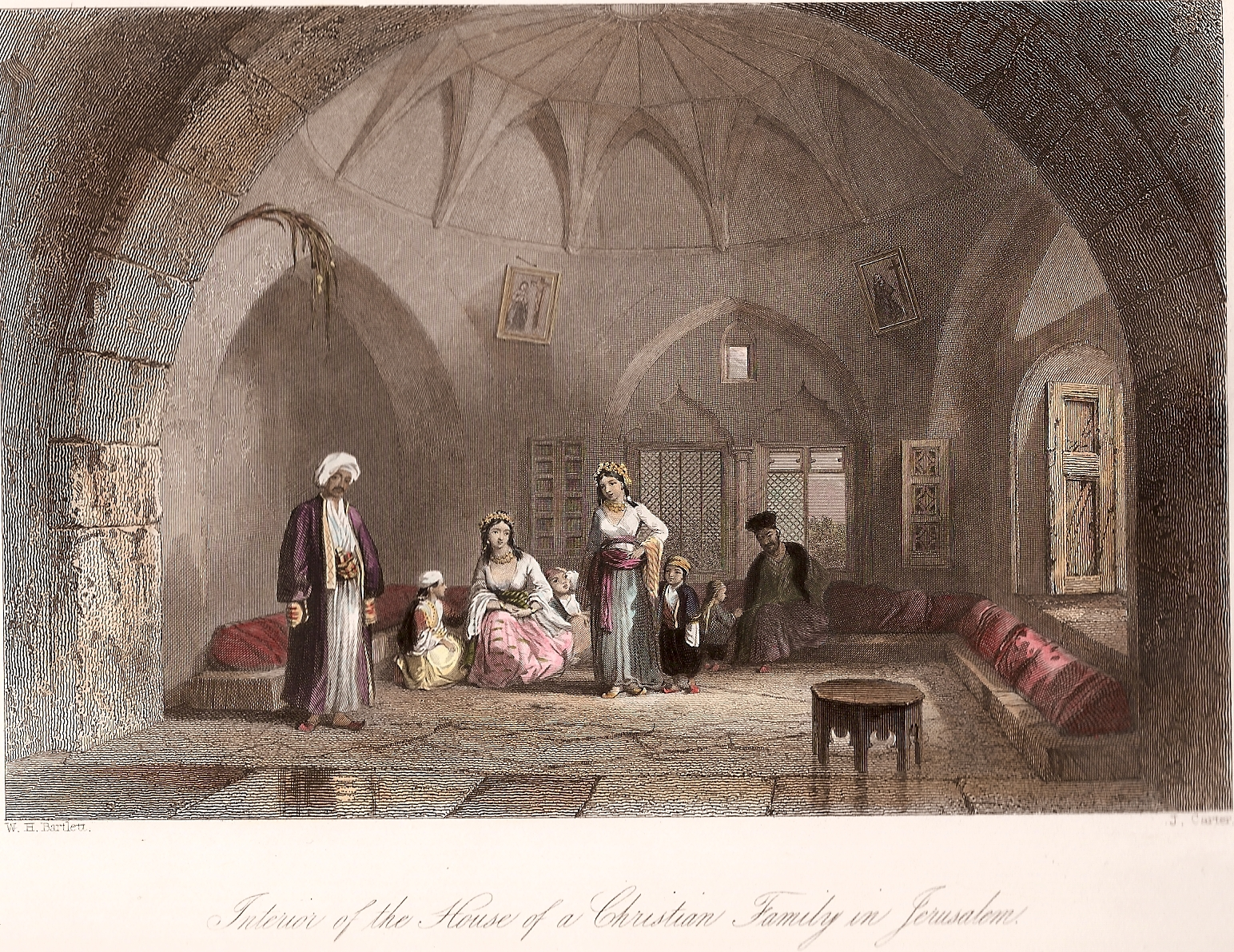
耶路撒冷的巴勒斯坦基督徒之家，繪，約1850年

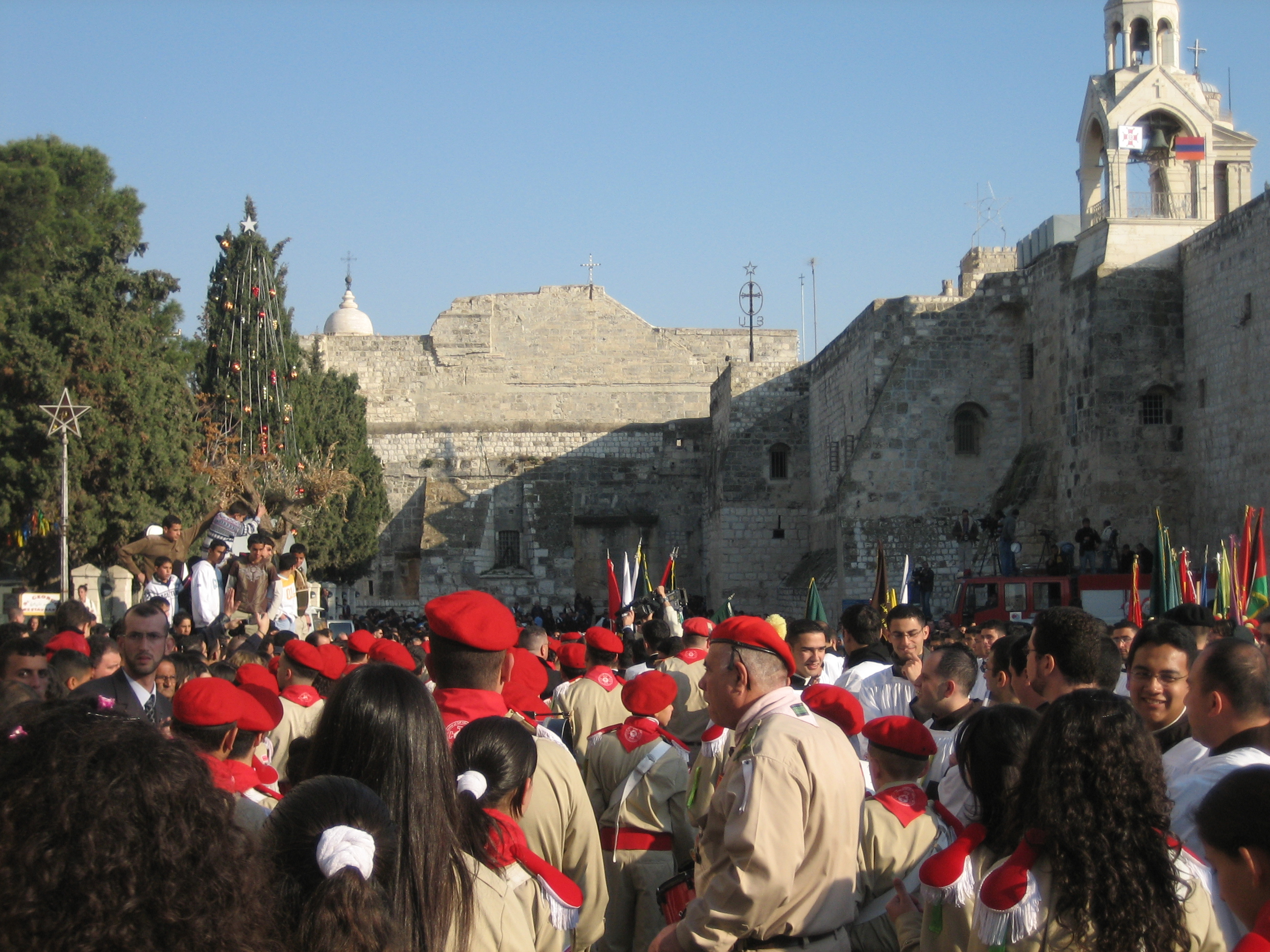
聖誕夜在伯利恆主誕堂的巴勒斯坦基督徒童軍，2006年

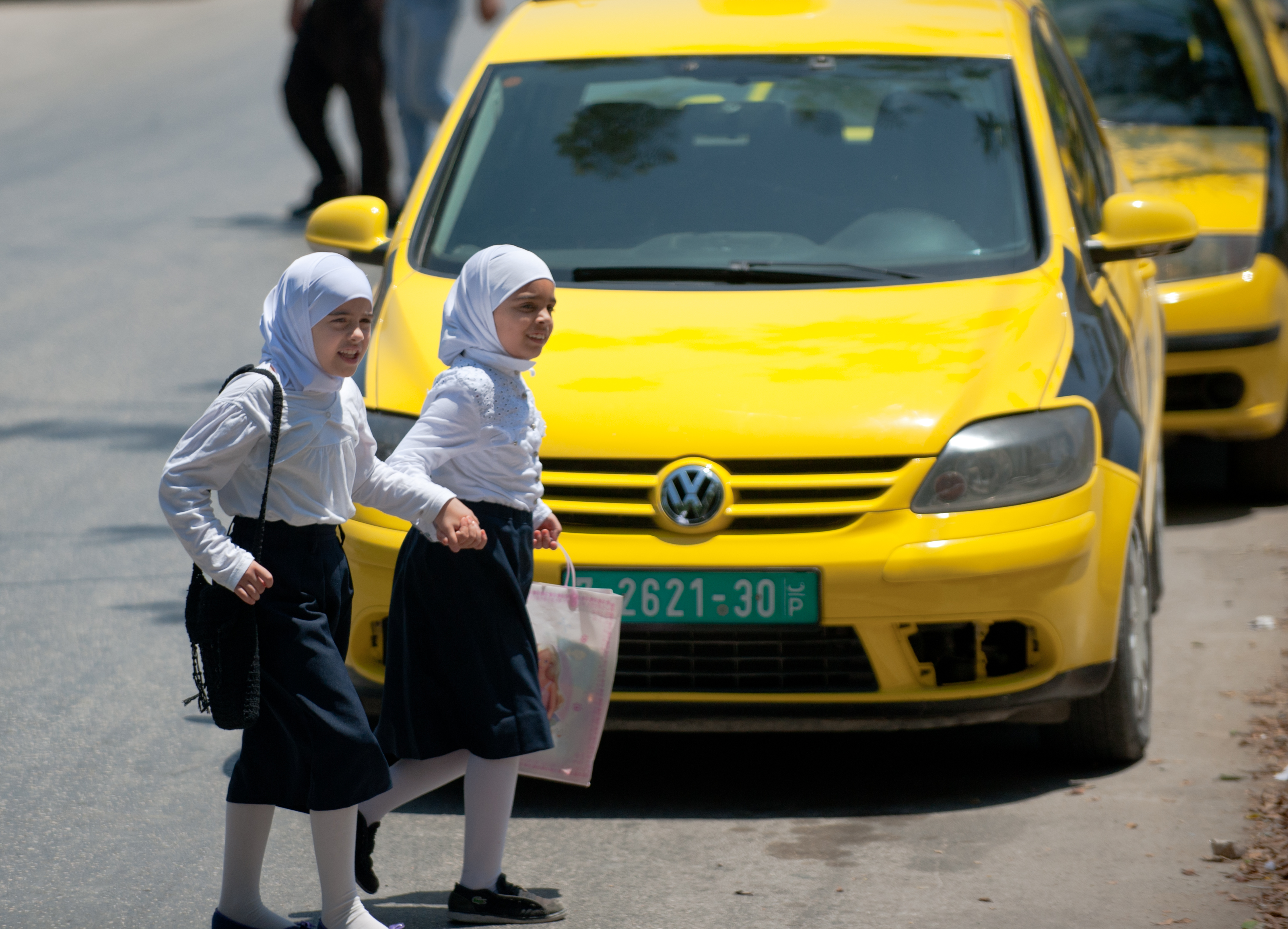
納布盧斯的巴勒斯坦女孩

巴勒斯坦人大多是遜尼派穆斯林。其餘的還有少部分的社群信仰基督教，像是德魯茲人和撒馬利亞人。而巴勒斯坦猶太人現今則普遍認為自己是以色列人。
十九世紀末之前，巴勒斯坦大多數偏鄉地區並沒有清真寺。
在巴勒斯坦，伊斯蘭教和基督教之間的文化交流相當頻繁，也使這兩個宗教的宗教圖像和象徵相互影響。有些節慶，像是「死者之日」（Thursday of the Dead），就同時是穆斯林和基督徒的節慶。他們有時也崇拜同樣的人物，像是哈霍（Halhul）地區崇拜的先知約拿，還有聖喬治（阿拉伯語稱之為「el Khader」）。巴勒斯坦的居民會在一個叫做「馬卡姆」（maqaam）的小屋中供奉這些聖人，馬卡姆通常設置於老角豆樹或老橡樹下。雖然崇拜偶像在正統伊斯蘭教教義中是被禁止的。然而，巴勒斯坦的人民還是將聖人視為與阿拉接觸的媒介，聖人的祠堂仍然隨處可見。巴勒斯坦人類學家阿里·克列伯認為這證巴勒斯坦穆斯林和基督徒都相當程度上繼承了閃米特信仰。
19世紀中葉之前，信仰主要受到部落社會的影響。1948年，有一個教士Jean Moretain，寫道巴勒斯坦的基督徒「僅能從他們所屬的部族中區分，如果他們所屬的部落是信仰基督教的，那麼他們就會是基督徒。但至於穆斯林要如何區分我就不知道了。」但在克里米亞戰爭之後，鄂圖曼土耳其給予法國等西方列強特殊待遇，這給了巴勒斯坦人的信仰一次重大的影響。信仰逐漸轉變為構成群己認同的一種元素，並演變成巴勒斯坦的民族認同。
1922年，英國當局對於巴勒斯坦地區進行了一次人口普查，統計的結果有752,048居民。其中有660,641名巴勒斯坦阿拉伯人（87%，包含基督徒和穆斯林）、83,790名巴勒斯坦猶太教徒（11%），以及7,617其他人種。貝都因人沒有包含在這次的統計中，但在1930年英國的研究中指出，他們的人口約有70,860人。
伯利恆大學的Bernard Sabella估計，全球巴勒斯坦人有6%的是基督徒，56%的人居住於歷史上所描述的巴勒斯坦地區之外。根據巴勒斯坦國際事務研究學會（Palestinian Academic Society for the Study of International Affairs），在西岸和加薩的巴勒斯坦人有97%是穆斯林，3%基督徒。
巴勒斯坦地區的德魯茲教徒則在以色列建國之後選擇加入以色列，且他們的男性還在以色列國防軍服役，但有些然還是自稱為「巴勒斯坦德魯茲教徒」。根據Salih al-Shaykh的說法，大多數德魯茲教徒不認為他們是巴勒斯坦人：「他們的阿拉伯認同源自於他們有相同的語言，並且有類似的文化和社會背景。但這與政治和認同並沒有直接的關係，也與阿拉伯民族主義和巴勒斯坦人無關，他們沒有必要與他們承擔相同的命運。從這個觀點來看，他們認同的是以色列，且強過他們的阿拉伯認同。」
大約有350名撒馬利亞人拿著巴勒斯坦人的識別證定居於西岸，也有差不多數量的人以以色列公民的身分定居於以色列的霍隆。這些居住於西岸的撒馬利亞人有些也在巴勒斯坦民族權力機構的立法機關擔任民意代表。他們通常以「居住在巴勒斯坦地區的猶太人」融入巴勒斯坦人群中，並保有自己特殊的文化認同。
除「聖城守衛」（Neturei Karta）的成員外，幾乎沒有猶太教徒自認是「巴勒斯坦猶太教徒」或「信仰猶太教的巴勒斯坦人」。
有一位巴勒斯坦民族權力機構觀察員Uri Davis，也自稱為「巴勒斯坦猶太教徒」（後來在2008年為了娶Miyassar Abu Ali改信仰伊斯蘭教）。
巴哈伊信仰的創始人巴哈歐拉來自於伊朗，但最後死於鄂圖曼帝國統治下的阿卡。巴哈歐拉被囚禁在阿卡長達24年，並埋骨於此，因此教徒建了一個祠堂來紀念他。

### 現今的人口結構
根據巴勒斯坦中央統計局（PCBS）的資料，2013年約有4,420,549名巴勒斯坦人居住在巴勒斯坦地區。其中西岸2,719,112人，加薩1,701,437人。而以色列中央統計局的資料顯示，約有1,650,000人的阿拉伯以色列公民。
約旦官方沒有對於巴勒斯坦人的人口數提出統計數據，但據估計約有半數的約旦人為巴勒斯坦人。因此如果這樣計算，2008年約旦約有3百萬名巴勒斯坦人。PCBS在2009年的資料上是324萬人。

## 語言
巴勒斯坦阿拉伯語是巴勒斯坦人（包括1948年以色列建國後仍留在巴勒斯坦的人）說的一種黎凡特阿拉伯語的方言。巴勒斯坦阿拉伯語有來自中東（如亞拉米文）及歐洲語言的詞彙。在7世紀伊斯蘭教擴張和黎凡特地區被阿拉伯化之前，巴勒斯坦原先使用的語言主要是亞拉米文、希臘文和敘利亞語，而阿拉伯語也在某些地方被使用。
巴勒斯坦阿拉伯語可分為三個方言：
- 城市巴勒斯坦阿拉伯語
- 農村巴勒斯坦阿拉伯語（使用於鄉村及都市周圍地區）
- 貝都因巴勒斯坦阿拉伯語（使用於約旦河谷南邊）

這三個語言的最著名的區分方法是觀察他們在「Qāf」的示播列（shibboleth，語言特徵）。鄉村的巴勒斯坦阿拉伯語有一些與眾不同的特徵。例如將字母「qaf」發作「kaf」，這點將其與其他阿拉伯語變體區分開來。城市的巴勒斯坦阿拉伯語與北黎凡特阿拉伯語（如敘利亞和黎巴嫩的阿拉伯語）更為相像，在此處他們會念「qaf」；而貝都因巴勒斯坦阿拉伯語則會發作「gaf」。
Barbara McKean Parmenter從20世紀初期人類學家愛德華·羅賓遜（Edward Robinson）紀錄的巴勒斯坦地名當中發現到，巴勒斯坦人的地名保留了許多原始閃米特語族的地名，且其中有很多地名在聖經出現過。
在以色列工作或居住的巴勒斯坦人，大多可以用現代希伯來語溝通。

## 文化
巴勒斯坦人類學家阿里·克列伯認為，伊斯蘭史學在7世紀佔領巴勒斯坦之後，形塑了巴勒斯坦的文化認同，他寫道：
「巴勒斯坦人來自於異教徒的事實被他們自己徹底抹煞掉了。這些居住於巴勒斯坦的族群們，隨著他們接受了新的信仰、語言和文化，他們抹滅了自己原有的歷史和信仰。」
然而，巴勒斯坦的農民文化仍然保留了大量伊斯蘭教影響前的文化。這讓19世紀後葉的西方學者和探險家可以由此一窺伊斯蘭滲透前的文化，並主張巴勒斯坦人原本就是「異教徒」，不是原本就應該信仰伊斯蘭教。這個觀念一直持續到20世紀，並與信奉巴勒斯坦民族主義的民族學者進行論戰。
陶菲克·迦南（Tawfiq Canaan）和一些巴勒斯坦作家寫了「本土」民族誌，並發表在《巴勒斯坦東方學會雜誌》（The Journal of the Palestine Oriental Society，1920年–1948年），並著重在「巴勒斯坦本土文化」和農業社會上，憂心現代化對於這些文化的破壞。Salim Tamari相信在巴勒斯坦的農民的生活模式中，可以看見許多遠古時期所遺留下來的文化資產，例如說像迦南人、非利士人、希伯來人、亞拉米人和阿拉伯人的文化。
巴勒斯坦文化與鄰近的黎凡特國家息息相關，像是黎巴嫩、敘利亞、約旦，和其他阿拉伯國家。他們的特殊文化，無論是在藝術、文學、音樂、服裝，和飲食都透露著此一信息。
2009年3月，耶路撒冷成為阿拉伯文化首都。阿拉伯文化首都是一個由聯合國教科文組織和阿拉伯聯盟根據「文化首都計畫」一同舉辦的計畫，希望可以提振阿拉伯文化，並刺激阿拉伯的區域合作。

### 藝術
巴勒斯坦的藝術與他們的社會一樣，依地域分成四個中心，分別是：西岸、加薩走廊、以色列和阿拉伯世界的巴勒斯坦僑民。此外還有歐洲和美國等其他國家的海外僑民。

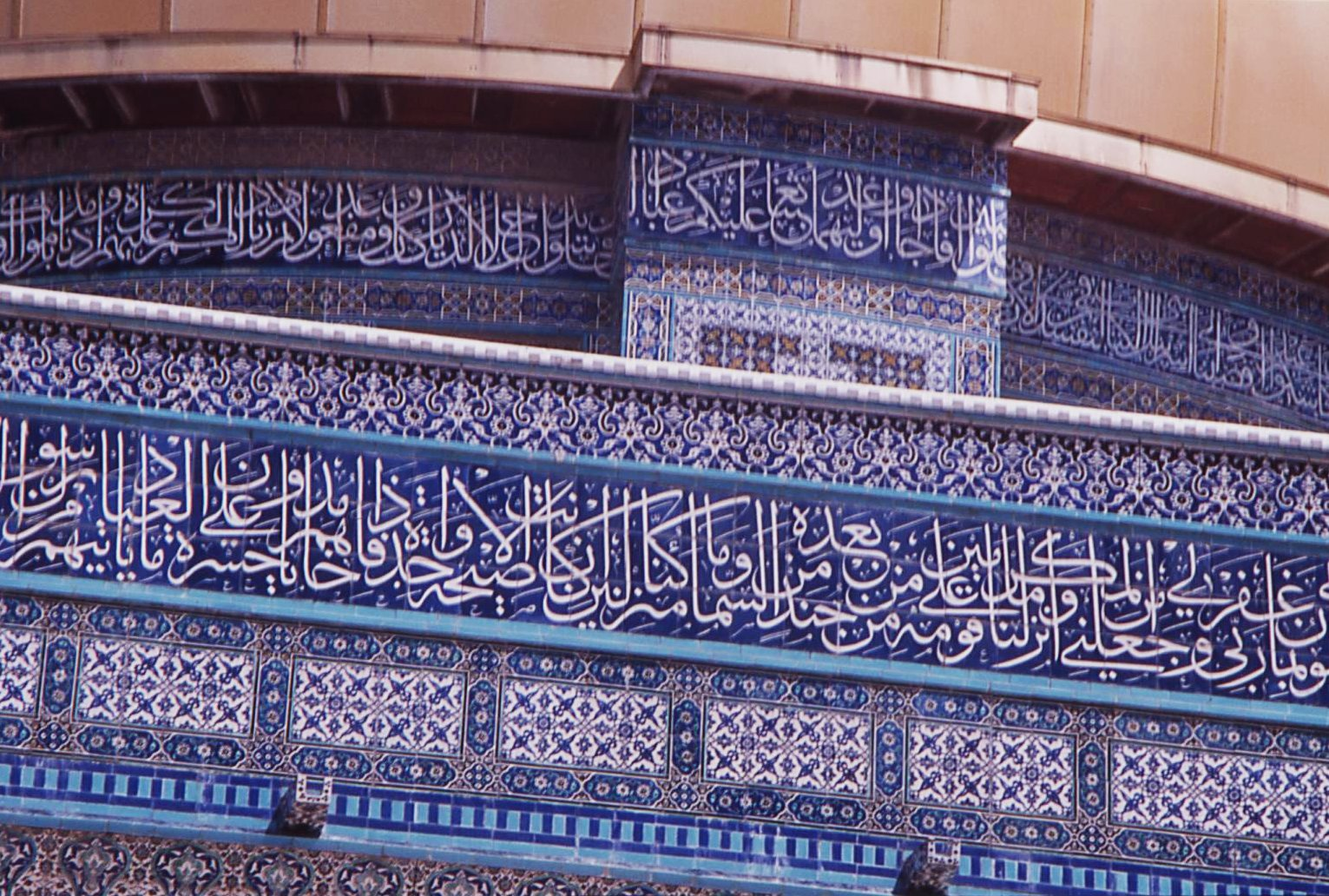
耶路撒冷的巴勒斯坦阿拉伯書法

### 飲食
巴勒斯坦曾經被許多政權統治過，這些統治者的痕跡也反映在他們的飲食中。一般來說，現代的敘利亞－巴勒斯坦菜餚主要被三個曾經統治過他們的伊斯蘭政權影響，分別是：阿拉伯人、受波斯影響的阿拉伯人，和土耳其人。在奧米亞王朝時期，阿拉伯人征服敘利亞和巴勒斯坦，他們在飲食上較為簡單，以米食、羊肉、發酵乳及乾果為主。由於伊斯蘭教的戒律和崇尚節儉的精神，這種的飲食文化一直到來自巴格達的阿拔斯王朝興起才有所改變。由於巴格達自古以來就是波斯的文化及行政中心，因此阿拔斯王朝下的阿拉伯文化融入了一些波斯文化的色彩，並在9世紀到11世紀的期間擴展到整個王朝。
巴勒斯坦有幾道本地菜餚馳名整個阿拉伯世界，像是：「kanafeh」、「納布盧斯乳酪」、「阿卡乳酪」，和「musakhan」。「Kinafe」發源於納布盧斯，裡面通常塞著加了甜味的納布盧斯乳酪。
「Mezze」是一種在中東及巴爾幹地區特有的飲食習慣，著名的菜有：「鷹嘴豆泥」、「塔布勒沙拉」、「baba ghanoush」、「脫乳清酸奶」和「zate 'u zaatar」。「zate 'u zaatar」，他是由皮塔餅沾上橄欖油、磨碎的百里香，和芝麻。
巴勒斯坦還有一些著名的前菜，像是「waraq al-'inib」，它是以煮過的葡萄葉包裹熟飯和碎羊肉。另外還有「Mahashi」，那是將像是密生西蒙蘆、馬鈴薯、萵苣，和唐萵苣等蔬菜混和載一起的什錦菜餚。

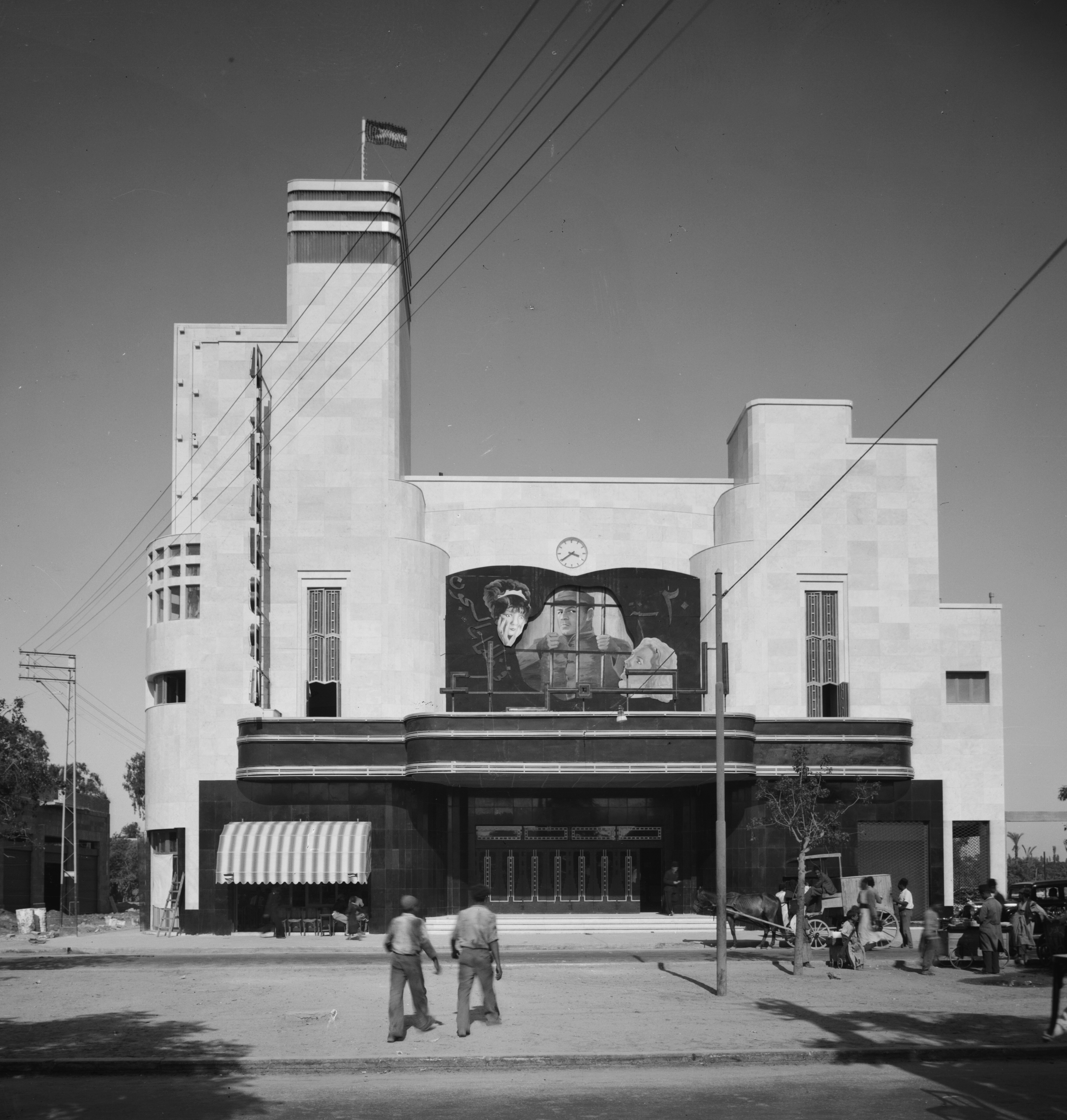
Alhamra電影院，攝於雅法，1937年。這棟建築毀於1947年12月

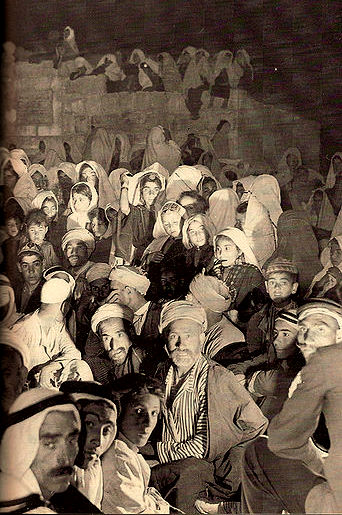
的居民正在露天電影院看電影，約1940年

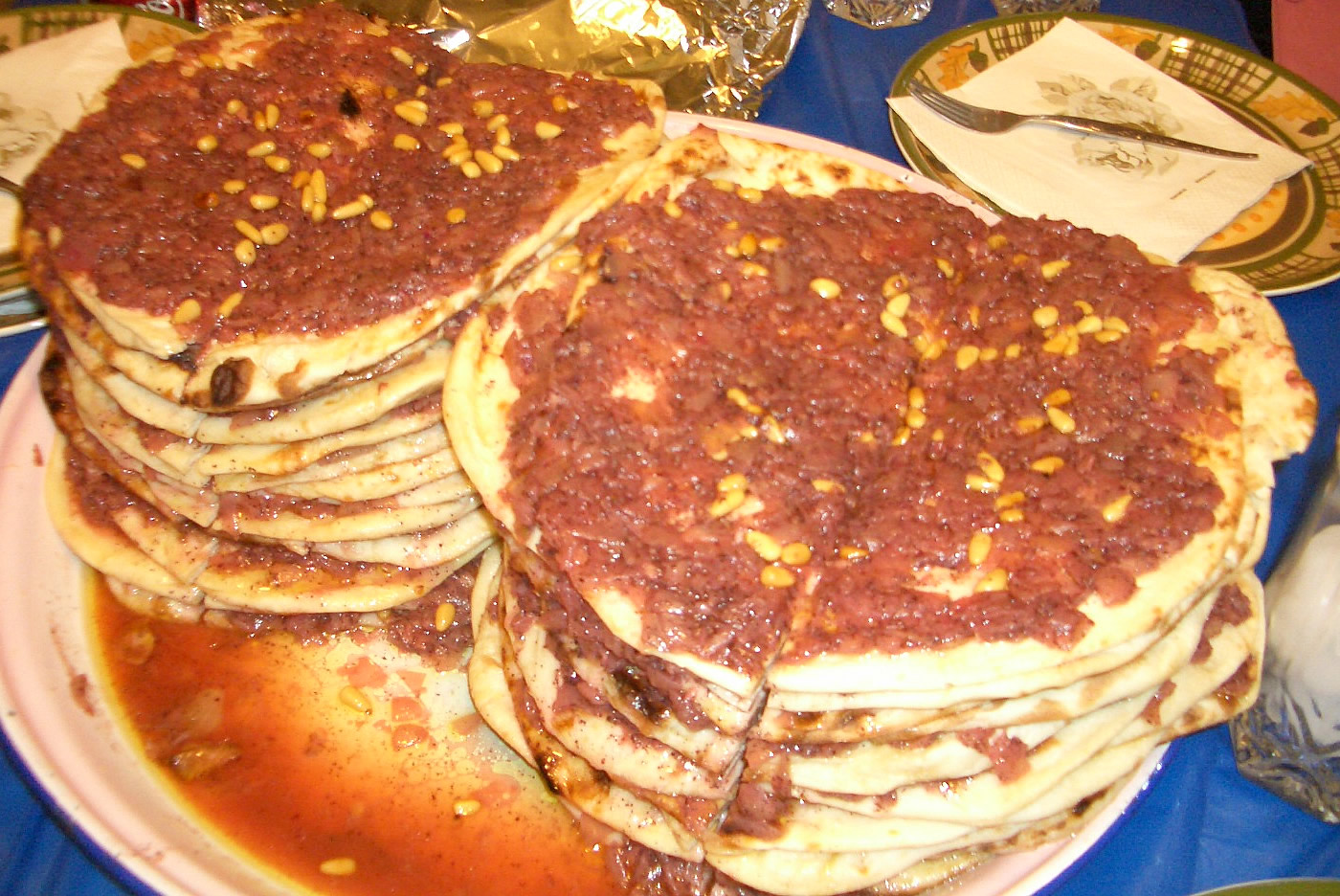
Musakhan：巴勒斯坦民族菜餚
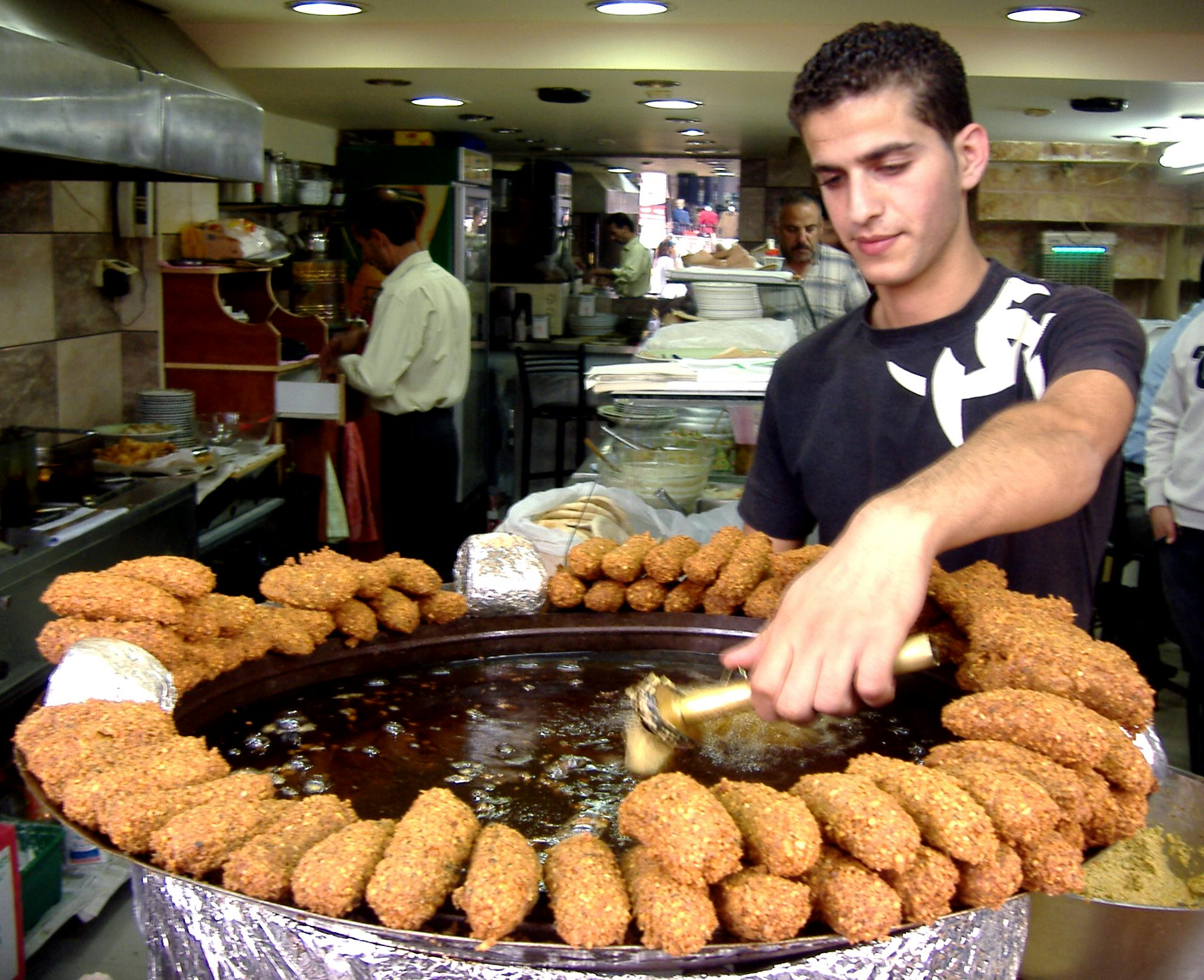
一味巴勒斯坦年輕人正在準備油炸鷹嘴豆餅l，攝於拉姆安拉
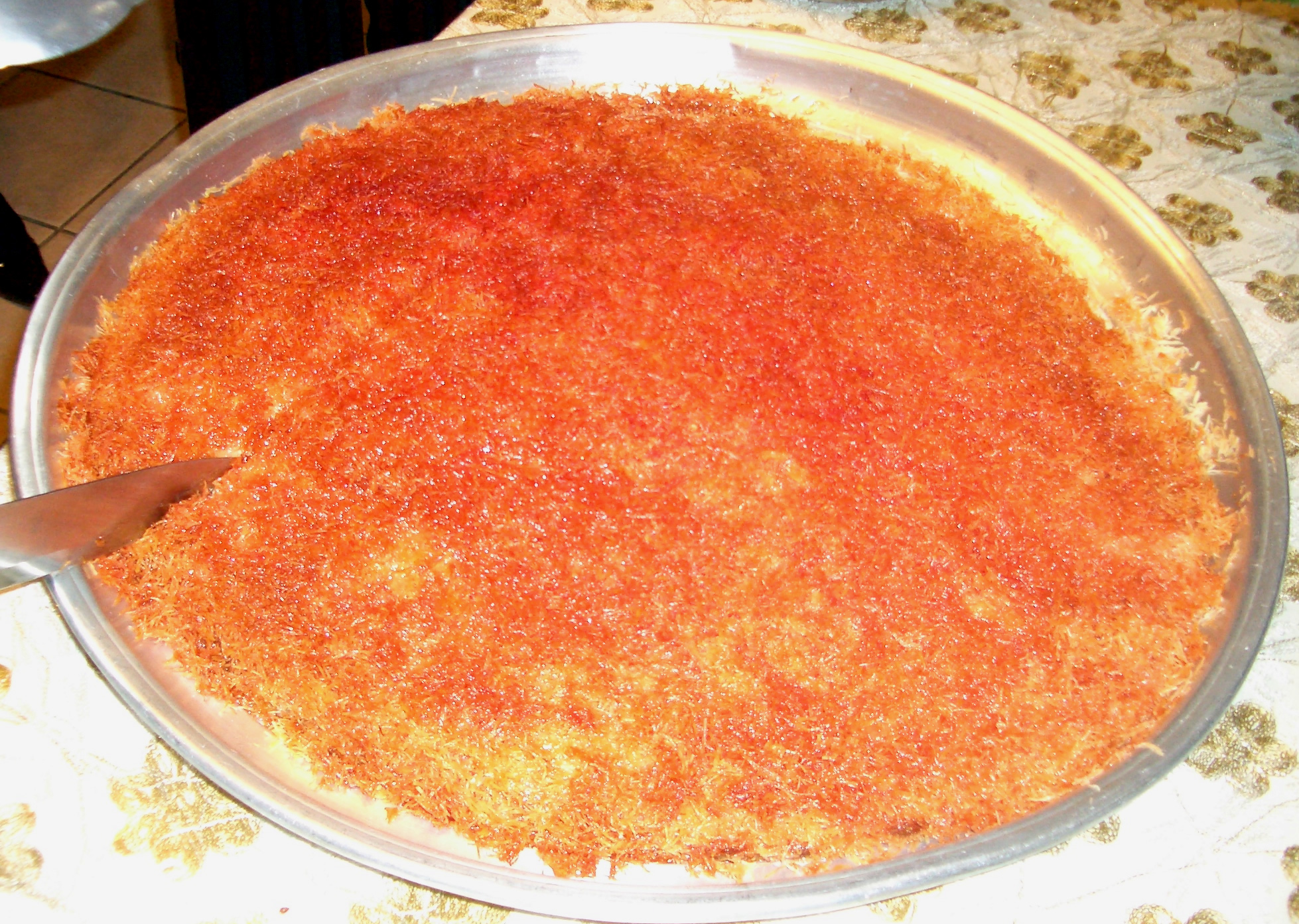
庫納法：一項巴勒斯坦甜點

### 電影
巴勒斯坦的電影業，整體來說較阿拉伯電影青春洋溢，且獲得許多歐洲國家及以色列人支持。巴勒斯坦電影不一定是以阿拉伯語為主；有些以英文、法文或希伯來文製作。超過800部電影是以巴勒斯坦為主題，包括巴勒斯坦人、以巴衝突等等。像是，《Divine Intervention》或是《立見天國》等等。

### 手工藝
巴勒斯坦有許多手工藝品，至今已經在當地傳了數百年。巴勒斯坦的手工藝品包含刺繡、編織、陶藝、手工皂、玻璃工業，和橄欖木、珠母貝雕刻等等。

### 教育
巴勒斯坦是個人文薈萃的地方，教育程度普遍很高。也出現了一些通才，像是梅·齊亞德（May Ziade）和哈利勒·貝迪亞斯（Khalil Beidas）等人。1960年代的時候，西岸地區的青少年就讀高中的比率，比鄰國黎巴嫩都還高。密特朗總統時期的法國前外交部部長克洛德·謝松（Claude Cheysson）在他80幾歲的時候說：「近到距今三十年前，（巴勒斯坦）可能擁有阿拉伯世界中，數量最龐大的菁英分子。」
對巴勒斯坦教育有貢獻的人物，包含了大離散時期的愛德華·薩伊德和加達·凱米（Ghada Karmi），阿拉伯以色列公民埃米爾·哈比比（Emile Habibi），和約旦人易卜拉欣·納斯魯拉（Ibrahim Nasrallah）。

### 文學
巴勒斯坦文學擴大了阿拉伯文學的意境。巴勒斯坦文學跟其他阿拉伯文學作品不太一樣，是以領土的疆界來定義文學作品的分布範疇。比如說，埃及文學就是指在埃及出產的文學。但是有許多巴勒斯坦人在第一次中東戰爭後的大流散時期就離開了自己的家鄉，甚至到了1967年徹底失去自己的國家，使得這種定義顯得不符實際，因此巴勒斯坦文學是以個人的民族來定義。
同時期的巴勒斯坦文學的風格通常帶有諷諭性、自我存在的探索，以及民族認同上的議題。其他常見的議題包括，抵抗以色列佔領、流亡、思鄉情結等等。
巴勒斯坦文學常常帶有政治性，像作家Salma Khadra Jayyusi和小說家Liana Badr，他們提到他們必須在文學作品透露出一種「集體認同感」和奮鬥的「正當理由」。但也有人反對這種想法，他們認為這違反了藝術的精神。詩人Mourid Barghouti經常提到：「詩歌無關政治、無關戰事，它們是是庶民的生活。」（"poetry is not a civil servant, it's not a soldier, it's in nobody's employ."）；Rula Jebreal的小說《Miral》描述了欣德·侯賽尼（Hind al-Husseini）在第一次中東戰爭的代爾亞辛村大屠殺後，於耶路撒冷建立孤兒院的故事，以及以色列建國的事件。
許多評論家認為巴勒斯坦文學作品從1967年開始，從地理上可分為為三個分支：
1. 從以色列本土產出的作品
2. 以色列佔領區的作品
3. 大流散後於中東流落的巴勒斯坦人所的作品[208]

Hannah Amit-Kochavi在2003年《Studies in the Humanities》發表了一篇文章，提出了兩分支的分法：以色列本土和以色列境外。出了地理分界她還提出了時間上的分野－1948年前後的文學作品。

Steven Salaita則為英文寫成的巴勒斯坦作品提出了四分支的分法，此類作品主要以旅居美國的巴勒斯坦作家所寫。

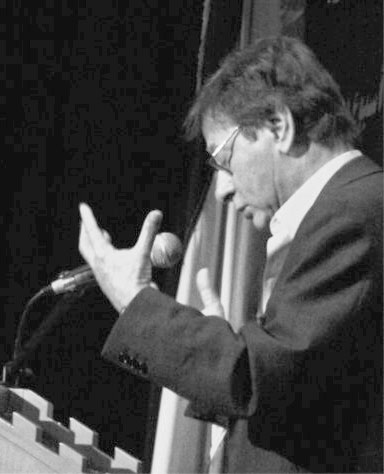
馬哈茂德·達爾維什，巴勒斯坦詩人

### 詩歌
巴勒斯坦的詩歌融入了伊斯蘭教滲透前的形式，以及大眾藝術文化，吸引了數以千計的巴勒斯坦人欣賞。1980年以前，巴勒斯坦的城鎮上時常可以看到吟遊詩人吟唱傳統詩篇。1948年的大流散之後，詩歌轉變為政治行動者傳達意念的工具。在1952年以色列公民法通過之後成為阿拉伯裔以色列人的巴勒斯坦人之中，產生了一群反抗以色列的詩人，像是馬哈茂德·達爾維什、薩米赫·卡西姆（Samih al-Qasim）、陶菲克·薩雅德（Tawfiq Zayyad），但這些詩人寫出來的作品長年來並沒有在阿拉伯世界流傳，因為以色列與阿拉伯世界大多數國家沒有邦交。直到流亡黎巴嫩的詩人格桑·卡纳法尼在1966年出版了一套全集，收集了這些詩人的作品，這些作品才得以在阿拉伯世界中流傳。
巴勒斯坦詩人時常在作品中透露出一種對於故鄉的一種強烈羈絆、回到故鄉的渴望，和失去故鄉的惆悵。

## 民俗傳統
巴勒斯坦的民俗傳統是文化的總體呈現，包含音樂、舞蹈、傳說、口述歷史、諺語、笑話、民間信仰和服裝等等。許多知識分子致力於保存這些民俗，像是Nimr Sirhan、Musa Allush、Salim Mubayyid，和1970年代的巴勒斯坦民俗社群，都是維護這些文化資產的一分子。這些族群希望可以尋回伊斯蘭教和希伯來人進入前的文化，像是迦南人和耶布斯人的文化。他們的努力成果舉辦迦南人的「Qabatiya節」，和由巴勒斯坦文化部每年一度的耶布斯音樂節

### 服裝
19世紀末到20世紀來到巴勒斯坦的外國觀光客經常對於巴勒斯坦服裝的多樣性感到驚奇，特別是法拉欣和鄉村女性的服裝。1940年代之前，女人的經濟地位、結婚與否，或是來自哪裡，都可以從衣服中的布料、顏色、剪裁、刺繡，和圖紋中探知。
1960年代開始，新式樣的服裝逐漸從難民營中出現，尤其是在1967年之後。例如「六帶裝」（six-branched dress），它的設計是自腰間繫上六條寬帶子。原先鄉村是樣的服裝逐漸被這些據稱富有「巴勒斯坦風格」的新式服裝取代。

巴勒斯坦的婦女接受了公益計畫的協助，在難民營中發展刺繡文化。也因此，在第一次巴勒斯坦大起義前，西岸和約旦的女性習慣穿一種長圍巾，但這項風潮後來在西風東漸下逐漸消失。

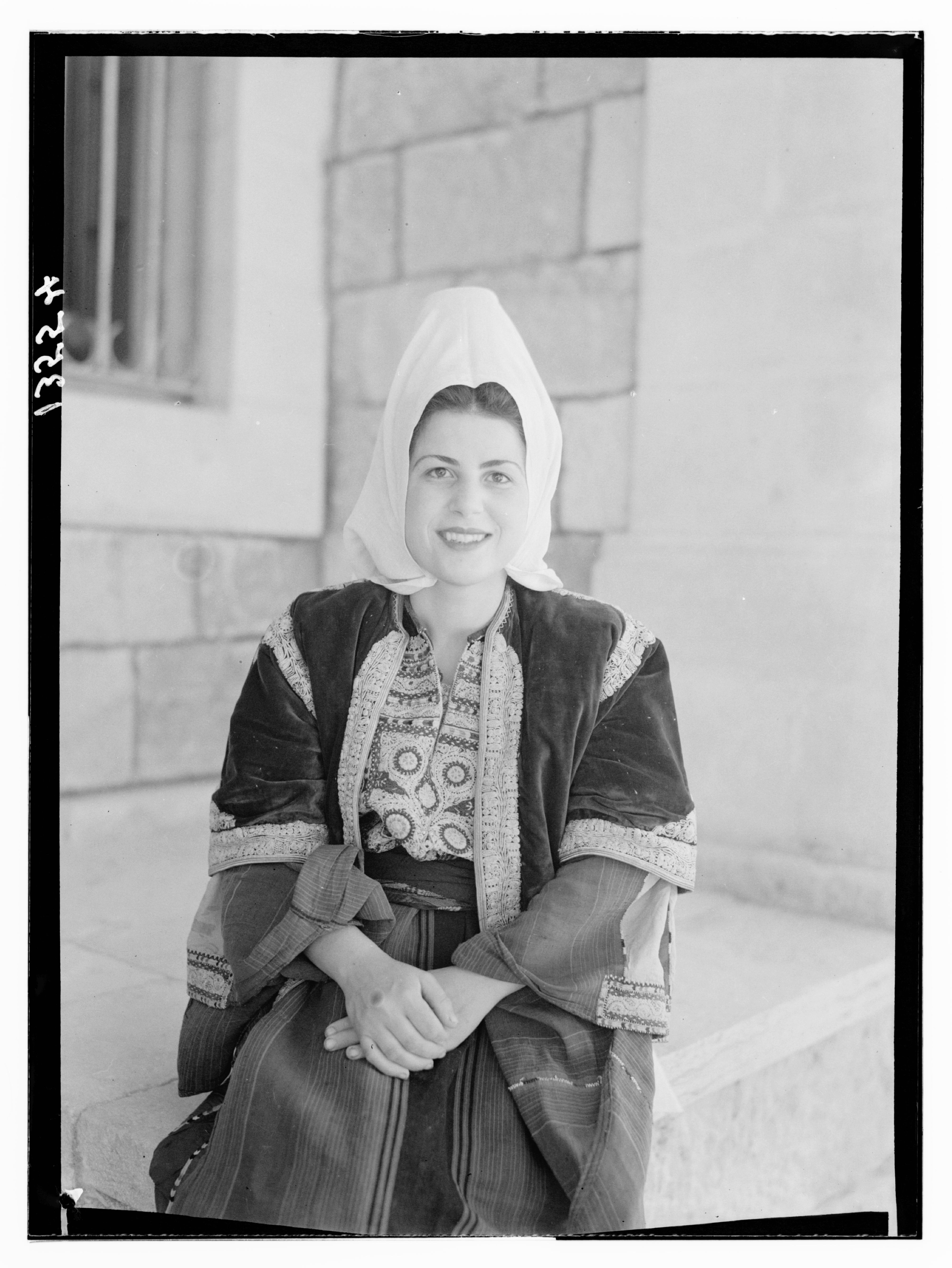
伯利恆的女人，約1940年代。
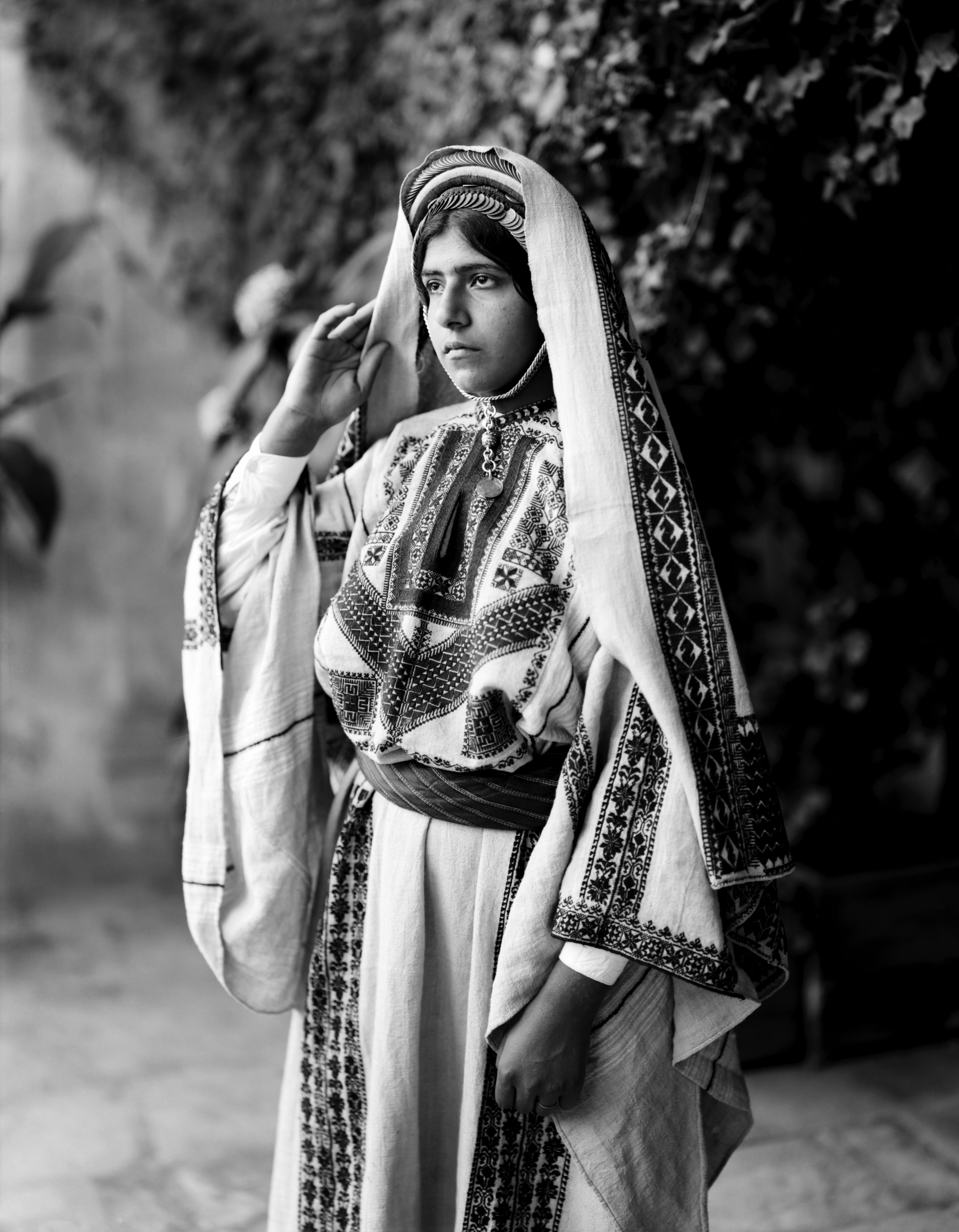
穿戴嫁妝頭飾的拉姆安拉女孩，1898年－1914年
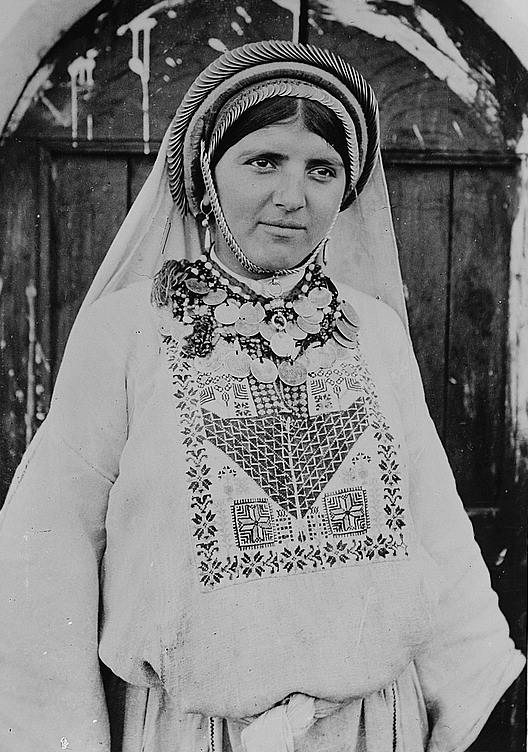
拉姆安拉女人，約1920年，國會圖書館
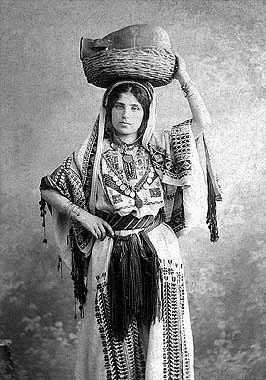
穿著傳統服裝的拉姆安拉女人約，1920年
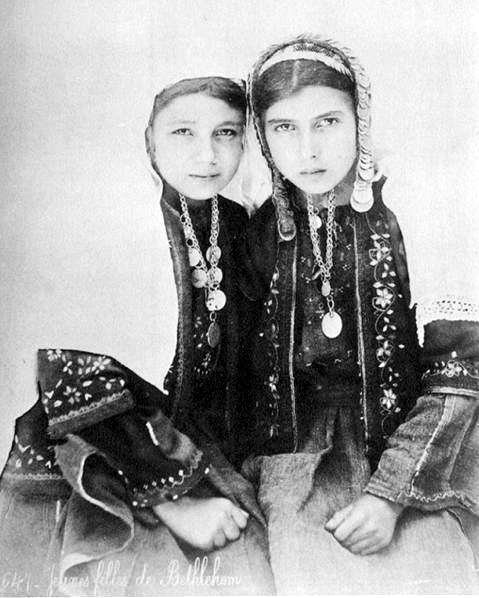
穿著伯利恆服裝的女孩，1885年以前

### 舞蹈

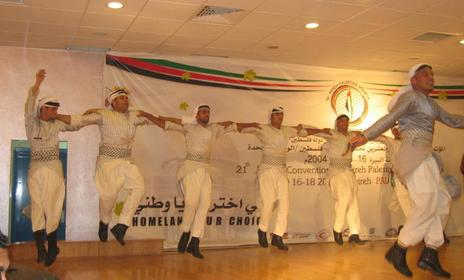
男人演示巴勒斯坦民族舞蹈

巴勒斯坦人的民族舞蹈為狄布開步，特徵是配合旋律跳躍、踏步，類似踢踏舞，分男舞與女舞。

### 民間故事
巴勒斯坦民間故事（Palestinian Hikaye）通常是以口耳相傳的方法流傳下來。這些故事雖然通常帶有一些奇幻色彩，但也常常涉及有關中東阿拉伯社會和家庭中的真實議題。由於這些故事大多是由母親說給孩子聽的，因此這些民間故事成為女性抒發社會觀點的管道，我們也可從中探知以女性的角度，所觀察的生活背景。其中大多數描述戰爭的故事都包含了女性在慾望和義務中交纏不解的情緒。
有些母親和孩子們匯聚在一起，在冬天的夜晚中講述這些故事。男人通常認為自己不適合參與這種活動，所以鮮少參與。口述故事的張力就在敘述者使用語言的方法、強調、韻律和語調，她們利用這些能力吸引聽眾，並將他們引入奇幻世界。這些故事通常由年長女性來講述，但隨著電視和其他大眾媒體的興起，有人表示這種文化正在逐漸消失當中。

### 傳說
在巴勒斯坦的傳統上，講這些傳說的講者要先邀請講者感謝上帝、穆罕默德，或是童真瑪利等等，並且要講一段開場白：「這個故事有可能存在，也有可能不存在，在很久很久以前...」其實在整個阿拉伯世界在說故事方面，有很多制式化的元素存在，雖然他們押韻結構上有很大的不同。
有些常在傳說中被提及的超自然角色有：可以瞬間跨越七大洋的精靈、巨人、琥珀眼黃銅牙的食屍鬼等等。故事通常以喜劇收場，而說故事的人就會以「小鳥歸巢，願上帝祐您今晚平安。」

### 音樂

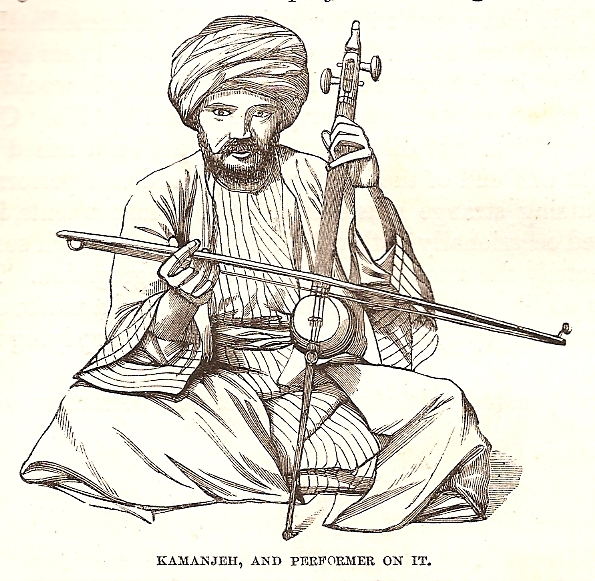
耶路撒冷的表演者，攝於1859年

巴勒斯坦音樂在阿拉伯世界中相當知名。1948年之後，巴勒斯坦人開始將國家地位的訴求以及民族情感融入音樂的主題當中。傳統的巴勒斯坦歌曲有：「zajal」、「ataaba」、「Bein Al-dawai」、「Al-Rozana」、「Zarif – Al-Toul」、「Al-Maijana」、「Dal'ona」、「Sahja/Saamir」、「Zaghareet」。在近三十年內，巴勒斯坦的國家音樂及舞蹈團（El Funoun）和Mohsen Subhi重新譜寫了傳統婚禮音樂，像是《Mish'al》（1986）、 《Marj Ibn 'Amer》（1989）和《Zaghareed》（1997）。「Ataaba」是一種傳統民謠，由四句詩句構成，配上特有的格式和旋律。Ataaba很特別的一點是，前三句話的末尾要以同一個字結尾，但他們三個字分別指不一樣的三樣東西，而第四句則是總結。常以dalouna伴奏。

### 嘻哈音樂
巴勒斯坦嘻哈音樂，據說是從1998年Tamer Nafar的樂團DAM開始的。這些巴勒斯坦年輕人打造了巴勒斯坦音樂的新序章，它融合了阿拉伯旋律，和嘻哈的節奏。歌詞大多為阿拉伯語、希伯來語、英語，有時甚至是法語。從那時候開始，嘻哈便在巴勒斯坦地區、以色列、英國、美國和加拿大的藝術家中流行起來。
年輕的巴勒斯坦音樂家們，將1970年代發源於紐約的老派嘻哈音樂融入音樂當中，並在其中抒發他們自己在生活、工作，以及在當下的政治和社會氛圍中所遭受到的憤懣，並試圖以這種音樂取代那些有關以巴衝突的刻板印象和煽動性對話。
嘻哈音樂家們受美國饒舌音樂所傳遞的信息所影響。Tamer Nafar說：「當我聽到Tupac唱的『這是一個白人的世界』（It's a White Mans World）時，我便決定要認真看待我們的嘻哈音樂。」
影響巴勒斯坦嘻哈的除了美國嘻哈之外，還有一些巴勒斯坦以及阿拉伯音樂的元素，例如「zajal、mawwal和saj」，使巴勒斯坦嘻哈中含有阿拉伯音樂的語彙、打擊樂和抒情歌。
此外，許多原先應用於古典巴勒斯坦音樂的中東和阿拉伯弦樂器，後來成為以色列和巴勒斯坦嘻哈的節奏樂器，發展成為一種全新的區域特色。以色列式的嘻哈特別強調希伯來語的重音；巴勒斯坦音樂則常常是利用阿拉伯語的溫潤語調，配合有節奏的音樂。「巴勒斯坦人的談吐，就如同音樂一般。他們的音樂通常是純粹的一段旋律，再以單聲部，配合上複雜的演唱技巧和強節拍來演奏。」
在巴勒斯坦古典音樂中，手鼓的出現代表的是對於聲樂、口語以及打擊樂，產生了文化上的審美觀。這種審美觀，爾後被用做嘻哈的基本素材。這種嘻哈音樂加入了傳統、創新以及非主流的元素，並融入了阿拉伯音樂及帶有政治色彩的音樂，使巴勒斯坦的政治議題可藉由音樂表達出來。

### 引用
1. 1 2 3 4  ’Palestinian Central Bureau of Statistics (PCBS) Presents the Conditions of Palestinian Populations on the Occasion of the International Population Day, 11/07/2022,’ （页面存档备份，存于）  巴勒斯坦中央統計局 (PCBS) 2022年7月7日
2. 1 2 3 4   (PDF). 巴勒斯坦中央統計局. 2009年  [2013年11月11日]. （原始内容存档 (PDF)于2020年8月15日）.
3. 1 2   (PDF). Monthly Bulletin of Statistics. 以色列中央統計局. 2013年3月9日  [2013-04-09]. （原始内容 (PDF)存档于2013年7月29日）.
4. 1 2  Alan Dowty, Critical issues in Israeli society （页面存档备份，存于）, Greenwood (2004), p. 110
5. 1 2 3 4  . Encyclopædia Britannica. 2007  [2007-08-29]. （原始内容存档于2015-05-03）. 一次大戰之前，巴勒斯坦的阿拉伯人開始廣泛使用「巴勒斯坦人」（Palestinian）一詞，以顯示巴勒斯坦人的國家主義。到了1948年之後，這個名詞不再單純代表自己來自於哪裡，而代表一種未來「建立巴勒斯坦人國家」的意念。
6. 1 2  . Laventana.casa.cult.cu.   [2010年2月17日]. （原始内容存档于2015年4月20日）.
7. ↑  . Factfinder.census.gov.   [2009年4月22日]. （原始内容存档于2000年11月9日）.
8. ↑  Tiempo, Casa Editorial El. . El Tiempo. 2019-03-07  [2022-06-18]. （原始内容存档于2021-10-20） （西班牙语）.
9. 1 2  .   [2013-11-14]. （原始内容存档于2013-08-24）.
10. ↑  . Al Monitor. 2013年5月23日  [2013年5月23日]. （原始内容存档于2013年5月22日）.
11. ↑  .   [2013-11-14]. （原始内容存档于2016-03-12）.
12. ↑  .   [2013-11-14]. （原始内容存档于2009-03-23）.
13. ↑  .   [2013-11-14]. （原始内容存档于2009-07-20）.
14. ↑  . 2.statcan.ca.   [2009-04-22]. （原始内容存档于2020-07-12）.
15. ↑  .   [2013-11-14]. （原始内容存档于2013-07-29）.
16. ↑  . United Nations High Commissioner for Refugees. 2013  [2013-12-22]. （原始内容存档于2020-05-08）.
17. ↑  Chapter 1: Religious Affiliation （页面存档备份，存于） retrieved 4 September 2013
18. ↑   (PDF).   [2014-01-17]. （原始内容 (PDF)存档于2009-03-04）.
19. ↑  Cruciani, F; La Fratta, R; Trombetta, B; Santolamazza, P; Sellitto, D; Colomb, EB; Dugoujon, JM; Crivellaro, F; Benincasa, T. . Molecular Biology and Evolution. 2007, 24 (6): 1300–1311  [2014-01-17]. PMID 17351267. doi:10.1093/molbev/msm049. （原始内容存档于2009-08-12）.，另參見Supplementary Data Archive.today的存檔，存档日期2012-12-05
20. 1 2 3  Dowty, Alan（英语：Alan Dowty）. . London, UK: Polity（英语：Polity (publisher)）. 2008: 221  [2013-03-23]. ISBN 978-0-7456-4243-7. （原始内容存档于2015-05-10）. 「巴勒斯坦人」一詞指的是數個世紀以來長期定居於巴勒斯坦的人民。7世紀阿拉伯擴張後，他們大多數信仰伊斯蘭教，並大多使用阿拉伯語。
21. ↑  「巴勒斯坦人是原生於歷史上巴勒斯坦地區的人們。雖然穆斯林保障居民的安全，並允許宗教自由，但大多數的巴勒斯坦人信仰了伊斯蘭教，並接受阿拉伯文化。」1918年英国占领了全境，正式称为巴勒斯坦，也包括现在的约旦。这个时期的巴勒斯坦人包括阿拉伯人、犹太人、奥斯曼人和古老的撒玛利亚人等多个民族。因此如今的巴勒斯坦人，即阿拉伯人从血缘上并不等于历史上巴勒斯坦的居民。
Bassam Abu-Libdeh, Peter D. Turnpenny, and Ahmed Teebi, ‘Genetic Disease in Palestine and Palestinians,’ in Dhavendra Kuma (ed.) Genomics and Health in the Developing World, OUP 2012 pp.700-711, p.700.
22. ↑  戴維·本-古里安和伊扎克·本-茲維聲稱在阿拉伯征服之前，巴勒斯坦大多數的人民信仰起源於猶太宗教的基督教，巴勒斯坦人改信伊斯蘭教是為了減免賦稅：「在阿拉伯人征服巴勒斯坦時，此區大多數的人民是信仰基督教的；但四百年後，十字軍再征服這個地方時，這裡的人已經改信伊斯蘭教了。拜占庭帝國和穆斯林們都未曾對於此地區的居民作出大規模的遷移，前述的基督徒是在拜占庭時期開始信奉基督的，他們是猶太和撒馬力亞農民的後裔；而此區的穆斯林農民則大多是這些猶太基督徒的後裔，並在十字軍東征前改信奉伊斯蘭教。」Moshe Gil（英语：Moshe Gil），A History of Palestine,634-1099，劍橋大學出版社（1983）1997 pp.222-3
23. ↑  「阿拉伯化（Arabization）和伊斯蘭化（Islamization）的過程在此區推行的尤其積極。因為巴勒斯坦是倭馬雅王朝的權力中心，且是支持其在伊拉克和阿拉伯半島勢力的重要據點...為了方便和信念改信伊斯蘭教的人越來越多，這些改宗的人，和其他從沙漠地區進入巴勒斯坦的部族，改變了巴勒斯坦人民的信仰。就這樣，原先大多數信仰基督教的區域，逐漸變成以穆斯林為主，且操阿拉伯語的地區了。在同時，在穆斯林控制巴勒斯坦初期，一小群的猶太人在經過500年的流離之後，再次回到耶路撒冷。」，大英百科全書，Palestine，'From the Arab Conquest to 1900,' （页面存档备份，存于）.
24. 1 2 3  Bernard Lewis. . W.W. Norton and Company. 1999: 169. ISBN 0-393-31839-7.
25. ↑  「雖然經歷了亞述、巴比倫，和波斯帝國的統治，大多數生長在巴勒斯坦的人還是留在原鄉，即使歷經西元70年時耶路撒冷被摧毀，以及135年的巴爾科赫巴起義，大多數人還是不願離開家鄉，也沒有被驅趕，並在拜占庭帝國時期信奉了伊斯蘭教。到了7世紀，阿拉伯人征服時，除了一小群人被驅逐以外，大多數的人還是像以前一樣沒有離開，且改信奉伊斯蘭教。從聖經的敘述中，我們就可以發現到，巴勒斯坦文化的濫觴，是起源於多文化和多民族的熔爐。許多猶太教徒成了基督徒，日後有成了穆斯林。然而，很諷刺地，許多巴勒斯坦阿拉伯難民的祖先，很有可能就是猶太人。」Michael Prior（英语：Michael Prior (theologian)）,Zionism and the State of Israel: A Moral Inquiry, Psychology Press 1999 p.201
26. ↑  「『阿拉伯人』一詞必須謹慎使用。這個名詞可以應用於貝督因人，也可以用以稱呼巴勒斯坦的都市和上流階級。但不適合拿來描述鄉村的巴勒斯坦農民。他們都使用阿拉伯語，而他們的阿拉伯語都被其他民族的口音所影響而產生不同的方言。但上述民族只有被督因人認為他們自己是阿拉伯人。16世紀時，來自西方的旅行者也發現了這種差異：「『阿拉伯人』一詞在巴勒斯坦通常都指特定的族群...我逐漸發現那些社會底層的人 －就是以前是以色列農民的人們，他們知道他們生活中最傳統的部分並不屬於阿拉伯人，他們知道自己在7世紀的征服者來到之前就已在這裡。」James Parkes, Whose Land? A History of the Peoples of Palestine,(1949) rev.ed.Penguin, 1970 pp.209-210.
27. ↑  . 耶路撒冷公共事務中心. 2005年3月10日  [2010-02-06]. （原始内容存档于2020-11-26）.
28. ↑  . UNRWA. 2012年1月1日  [2013年11月11日]. （原始内容存档于2021年1月15日）.
29. ↑  http://www.pcbs.gov.ps/Portals/_pcbs/PressRelease/end_year06e.pdf （页面存档备份，存于） page 17.
30. 1 2  Arzt, Donna E. . Council on Foreign Relations. 1997: 74  [2013-03-23]. ISBN 0-87609-194-X. （原始内容存档于2015-02-08）.
31. ↑  . UNRWA. 2013年9月1日  [2013年11月11日]. （原始内容存档于2020年4月25日）.
32. ↑  Arzt, Donna E. . 外交關係協會. 1997: 74  [2013-03-23]. ISBN 0-87609-194-X. （原始内容存档于2015-02-08）.
33. ↑  Gibbons, Ann. . ScienceNOW. American Academy for the Advancement of Science. 2000-10-30  [2023年10月25日]. （原始内容存档于2023年12月8日）.. Studies cited are:Hammer, M. F.; Redd, A. J.; Wood, ET; Bonner, MR; Jarjanazi, H; Karafet, T; Santachiara-Benerecetti, S; Oppenheim, A; Jobling, MA. . Proceedings of the National Academy of Sciences of the United States of America. 2000, 97 (12): 6769–6774. PMC 18733 . PMID 10801975. doi:10.1073/pnas.100115997. and Almut Nebel; Filon, D; Weiss, DA; Weale, M; Faerman, M; Oppenheim, A; Thomas, MG. . Human Genetics. 2000, 107 (6): 630–641. PMID 11153918. doi:10.1007/s004390000426.另一項研究指出：「根據我們高解析度微衛星單倍型的研究，猶太人（70%）和巴勒斯坦穆斯林（82%）Y染色體的大部分是屬於同一個基因池。」 （页面存档备份，存于）
34. 1 2 3  Likhovski, Assaf. . 北卡羅來納大學出版社. 2006: 174. ISBN 978-0-8078-3017-8.
35. ↑  Porath, 1974, p. 117. 「9月21日，經過26場討論，敘利亞-巴勒斯坦聯合國會對國際聯盟發表了聯合聲明：1. 承認敘利亞、黎巴嫩，和巴勒斯坦的獨立和統治。」
36. 1 2 3  Khalidi, 1997, p. 18.
37. 1 2  . Institute for Middle East Understanding. 2006–2007  [2007-07-27]. （原始内容存档于2007-09-28）.
38. ↑  . TheFreeDictionary.com（英语：TheFreeDictionary.com）.   [2013年12月6日]. （原始内容存档于2020年8月15日）.
39. ↑  With the exception of Bks. 1, 105; 3.91.1, and 4.39, 2.
40. ↑  希羅多德這樣描述波斯帝國的第五行省：「從Posidium的城鎮，[...]，在奇里乞亞和敘利亞的邊界上，直到埃及 – 如果不論阿拉伯人的領域，因為他們免稅，其他部分的稅是350塔冷通。這個行省包含了敘利亞一塊被稱作巴勒斯坦的地方，和賽普勒斯，這就是第五行省。」（希羅多德《歷史》第三冊，第八標記） （页面存档备份，存于）
41. ↑  Cohen, 2006, p. 36.
42. ↑  Kasher, 1990, p. 15.
43. ↑  David Asheri, A Commentary on Herodotus, Books 1-4, Oxford University Press,2007 p.402:"'the Syrians called Palestinians',  at the time of Herodotus were a mixture of Phoenicians, Philistines, Arabs, Egyptians, and perhaps also other peoples. . . Perhaps the circumcized 'Syrians called Palestinians' are the Arabs and Egyptians of the Sinai coast; at the time of Herodotus there were few Jews in the coastal area."
44. ↑  Herodotus, The Histories, Bks. 2:104 (Φοἰνικες δἐ καὶ Σὐριοι οἱ ἑν τᾔ Παλαιστἰνῃ); 3:5; 7:89.
45. ↑  W.W. How, J.Wells (eds.A Commentary on Herodotus, Oxford, Clarendon Press, 1928, vol.1 p.219.
46. ↑  pwlɜsɜtj.John Strange, Caphtor/Keftiu: a new investigation,Brill, 1980 p. 159.
47. ↑  Thomas L.Thompson, 'Introduction:Can a History of Ancient Jerusalem and Palestine be written?,' in T.L. Thompson (ed.) Jerusalem In Ancient History And Tradition, Continuum Publishing, 2003, pp. 1-15, pp. 3-4.
48. ↑  「Plištim」常常被與其他閃米特語系的語言比較。「palash」、「falash」指的是「翻轉和播撒」，或是「流徙」。
49. ↑  Strange 1980 p.159.
50. ↑  Cohen, 2006, p. 37.
51. ↑  Kish, 1978, p. 200.
52. ↑  . 巴勒斯坦國際研究學術學會（Palestinian Academic Society for the Study of International Affairs，PASSIA）.   [2014-01-19]. （原始内容存档于2013-01-16）.
53. ↑  .   [2014-01-19]. （原始内容存档于2017-05-02）.
54. ↑  .   [2014-01-19]. （原始内容存档于2014-01-22）.
55. ↑  英國政府. . 國際聯盟. 1930年12月31日  [2007年5月29日]. （原始内容存档于2007年2月22日）.
56. ↑  Isabel KershnerS. . International Herald Tribune. 2007年2月8日  [2007年1月8日]. （原始内容存档于2008年10月16日）.
57. 1 2  . 巴勒斯坦常駐聯合國觀察員代表團.   [2013-11-14]. （原始内容存档于2010-09-09）.
58. ↑  巴勒斯坦全國委員會附屬憲法委員會.  (PDF). 耶路撒冷媒體和通信中心. 第三草案，2003年3月7日，2003年3月25日修訂。  [2007年8月21日]. （原始内容 (PDF)存档于2007年7月8日）. 最近有關巴勒斯坦憲法草案將定義修改為「巴勒斯坦的國籍認定必須明定在國家法律中，對於1948年5月10日前即為公民的人、居住在此地的巴勒斯坦人、被迫流亡者、或是出境後不願回歸者，所合法獲得的國民權利，不可因不公正而加以侵犯。這個權利只要父母任一方擁有國籍，即可享有此權利，且除非自願放棄此權利，否則不會失效。」
59. 1 2  Tamir Sorek.  (PDF). Nations and Nationalism. 2004, 10 (3): 269–291  [2014-01-21]. （原始内容存档 (PDF)于2020-12-06）.
60. 1 2  Khalidi, 1997, p. 149.
61. 1 2 3  Khalidi, 1997, pp. 19–21.
62. ↑  Kimmerling and Migdal, 2003, p. 6–11
63. ↑  Benny Morris, Righteous Victims, pp.40–42 in the French edition.
64. ↑  Khalidi, W., 1984, p. 32
65. ↑  Gelvin, 2005, pp. 92–93.
66. ↑  David Seddon (ed.)A political and economic dictionary of the Middle East, Taylor & Francis, 2004. p. 532.
67. ↑  Kimmerling & Migdal 1993; Khalidi 1997b
68. ↑  Gerber 1998
69. 1 2  Khalidi, 1997, pp. 124–127.
70. ↑  Benny Morris, Righteous Victims, p. 48 in the French edition.
71. ↑  Benny Morris, Righteous Victims, p.49 in the French edition.
72. ↑  Yehoshua Porath. . Frank Cass and Co., Ltd. 1977: 81–82.
73. ↑  Benny Morris, Righteous Victims, pp. 49–50 in the French edition.
74. ↑  Tom Segev, One Palestine, Complete, p. 139n.
75. ↑  Khalidi, 1997, p. 165.
76. 1 2 3 4 5  . Al Jazeera. 2003年12月9日  [2007年8月17日]. （原始内容存档于2005年12月15日）.
77. ↑  Don Atapattu. . 国家 (杂志). 2003年6月16日  [2008-03-09]. （原始内容存档于2019-11-13）.
78. ↑  . Domino.un.org.   [2009年4月22日]. （原始内容存档于2007年12月30日）.
79. ↑  在當代國際法中，只有「種族」有權自決（參見Self-determination and National Minorities, Oxford Monographs in International Law, Thomas D. Musgrave, Oxford University Press, 1997, ISBN 0-19-829898-6, p. 170）。2004年，國際法院表示以色列已承認「巴勒斯坦人民」的存在，在國際協議中數次提及「巴勒斯坦人民」以及其「合法權益」。這些權益包含其自決權（參見Legal Consequences of the Construction of a Wall in the Occupied Palestinian Territory  (PDF).   [2010-07-06]. （原始内容 (PDF)存档于2010-07-06）.，第118段）。法官科羅馬（Koroma）說「法院同時還認為，根據既定且公認的國際法，自決權同樣也適用於巴勒斯坦人民及其疆界。因此，該權利賦予巴勒斯坦人建國的權利，並在第181號決議（II）被提及且確認。」法官希金斯（Higgins）也說：「巴勒斯坦人有權擁有其領土，行使其自決權，以及擁有其國家。」（參見科羅馬法官的個別意見 (PDF).   [2010-02-07]. （原始内容 (PDF)存档于2011-06-04）.第5段，以及希金斯法官的個別意見 (PDF).   [2010-02-07]. （原始内容 (PDF)存档于2011-01-12）.第18段）。保羅·迪華特（Paul De Waart）表示國際法院在2004年的諮詢意見「確定聯合國目前有責任保護巴勒斯坦的國家地位。並肯定了禁止以色列收購巴勒斯坦領土的適用性，以及以色列在巴勒斯坦被佔領土上設立定居處是不合法的。此外，巴勒斯坦人民的存在，以及其索討被佔領的巴勒斯坦領土的合法權利不再是個懸案（參見De Waart, Paul J. I. M., "International Court of Justice Firmly Walled in the Law of Power in the Israeli–Palestinian Peace Process", Leiden Journal of International Law, 18 (2005), pp. 467–487）
80. ↑  以色列新聞. . Ynet News. 2011年7月27日  [2011年8月1日]. （原始内容存档于2020年8月15日）.
81. ↑  Lauterpacht, H. . Books.google.com. 1942  [2009年4月22日]. ISBN 978-0-521-46354-6.
82. ↑  Weldon Matthews, Confronting an Empire, Constructing a Nation,I.B. Tauris, 2006, p. 33. Weldon Matthews和Prasenjit Duara兩人都將託管系統詮釋為是一套為帝國主義列強所量身訂做的一個體系，因為他們發現這樣做殖民地比較可以消弭民族認同：「這樣的看法從印度和埃及，被應用於巴勒斯坦。英國當局不僅試圖讓居民懷疑國族認同的存在，還對於不同群體建立不一樣的制度來阻礙國族認同的發展。」
83. ↑  . 聯合國（源於英國政府）. 1922年2月21日  [2007年8月1日]. （原始内容存档于2007年10月16日）.
84. ↑  "Palestine Arabs." The Continuum Political Encyclopedia of the Middle East. Ed. Avraham Sela（英语：Avraham Sela）. New York: Continuum, 2002.
85. ↑  Khalidi, 1997, p. 179.
86. ↑  Khalidi, 1997, pp. 178-180.
87. ↑  Efraim Karsh. Arafat's War: The Man and His Battle for Israeli Conquest. New York: Grove Press, 2003. p. 43. 「當約旦在1948年戰爭期間佔領西岸時，阿卜杜拉國王試圖儘快抹滅掉巴勒斯坦的國族認同。」
88. 1 2  Khalidi, 1997, p. 180.
89. ↑  Khalidi, 1997, p. 182.
90. ↑  Khalidi, 1997, p. 181.
91. ↑  . Mideastweb.org. 1974年6月8日  [2007年8月17日]. （原始内容存档于2017年11月15日）.巴勒斯坦民族議會於1974年設定建立民族國家的目標。
92. ↑  Khalidi, 1997, p. 149. 卡里迪（Khalidi）寫到：「與其他民族運動相比，認同此觀點的激進分子比他們更激進。他們回推數百年，甚至千年的巴勒斯坦歷史。但其實民族主義和認同相對來說是一直到比較近期才出現。」
93. ↑  Schulz and Hammer, 2003, p. 105.
94. ↑   (PDF). WorldMUN2007 – 聯合國安全理事會. 2007年3月30日  [2007年7月31日]. （原始内容 (PDF)存档于2007年8月8日）.
95. 1 2  . 以色列外交部. 1974年11月26日  [2013年11月30日]. （原始内容存档于2013年12月3日）.
96. ↑   (PDF). 联合国. 2010年  [2013年6月5日]. （原始内容存档 (PDF)于2020年10月1日）.
97. ↑  .   [2014-01-21]. （原始内容存档于2019-11-05）.
98. ↑   (PDF). 阿發伯國家聯盟: 145. 2009年4月30日  [2010年9月20日]. （原始内容 (PDF)存档于2009年10月13日）.
99. ↑  Farsoun, Samih; Hasan Aruri, Naseer. . Westview Press. 2006: 275.
100. ↑  Gordon, Neve. . 加利福尼亞大學出版社. 2008: 198  [2014-01-21]. ISBN 0-520-25531-3. （原始内容存档于2019-12-26）.
101. ↑   (PDF).   [2014-01-21]. （原始内容 (PDF)存档于2010-07-06）.
102. ↑  Thomas Giegerich. . Amos Shapira, Mala Tabory  (编). . Kluwer Law International. 1999: 198–200  [2014-01-21]. ISBN 9041111557. （原始内容存档于2019-12-22）.
103. ↑  Nebel.  107. Human Genetics: 630–641. 2000.「，根據歷史紀錄，這個國家中有部分（或是大多數）的阿拉伯穆斯林是早期當地居民的後裔，他們大多數是基督徒或是猶太人，後來在7世紀阿拉伯擴張時改宗伊斯蘭教（Shaban 1971; Mc Graw Donner 1981）。這些當地居民，這些當地的居民是數世紀以來居住於核心區的族群，有些從史前時代及定居於此（Gil 1992）... 因此，我們的發現與歷史紀錄有相當好的一致性。...」
104. ↑  原文："Throughout history a great diversity of peoples has moved into the region and made Palestine their homeland: Canaanites, Jebusites, Philistines from Crete,Anatolian and Lydian Greeks, Hebrews, Amorites, Edomites, Nabataeans, Arameans, Romans, Arabs, and Western European Crusaders, to name a few. Each of them appropriated different regions that overlapped in time and competed for sovereignty and land. Others, such as Ancient Egyptians, Hittites, Persians, Babylonians, and the Mongol raids of the late 1200s, were historical 'events' whose successive occupations were as ravaging as the effects of major earthquakes ... Like shooting stars, the various cultures shine for a brief moment before they fade out of official historical and cultural records of Palestine. The people, however, survive. In their customs and manners, fossils of these ancient civilizations
 survived until modernity—albeit modernity camouflaged under the veneer of Islam and Arabic culture."
105. 1 2 3 4 5 6 7 8 9 10  Dr. Ali Qleibo. . This Week in Palestine. 2007年7月28日  [2007年8月17日]. （原始内容存档于2007年9月27日）.
106. ↑  原文："The Arabs' connection with Palestine goes back uninterruptedly to the earliest historic times, for the term 'Arab' [in Palestine] denotes nowadays not merely the incomers from the Arabian Peninsula who occupied the country in the seventh century, but also the older populations who intermarried with their conquerors, acquired their speech, customs and ways of thought and became permanently arabised."
107. ↑  Antonius, The Arab Awakening, p390
108. ↑  原文："Clearly, in Palestine as elsewhere in the Middle East, the modern inhabitants include among their ancestors those who lived in the country in antiquity. Equally obviously, the demographic mix was greatly modified over the centuries by migration, deportation, immigration, and settlement. This was particularly true in Palestine..."
109. 1 2  Lewis, 1999, p. 49.
110. ↑  Eric M. Meyers, "Revisionist History and the Quest for History in the Middle East Today", in Seymour Gitin, J. Edward Wright, J. P. Dessel (eds), Confronting the Past: Archeological and Historical Essays in Honor of William G. Dever, Eisenbrauns, 2006, pp. 255-263; p. 260.
111. 1 2 3 4 5 6 7 8 9 10 11 12  Salim Tamari.  (PDF). Issue 20. Jerusalem Quarterly. 2004年冬  [2010年3月31日]. （原始内容存档 (PDF)于2015年4月24日）.
112. ↑  Ber Borochov, Writings of Ber Borochov, Volume 1, Kibbuts Meukhad Publishing, 1955, p. 10.
113. ↑  David Ben-Gurion and Yitzhak Ben Zvi, The Land of Israel in the Past and the Present, Yad Ben-Zvi, 1980, pp. 196–198.
114. 1 2 3  Israel Belkind, Arabs in Eretz Israel, Tel Aviv: Hermon Publishers, 1969, p. 8.
115. ↑  The lost Palestinian Jews （页面存档备份，存于）- 2009年8月20日
116. ↑  A tragic misunderstanding （页面存档备份，存于） – Times online, 2009年1月13日
117. ↑  Bernard Lewis, Semites and Anti-Semites: An Inquiry Into Conflict and Prejudice, W. W. Norton & Company, 1999, ISBN 0-393-31839-7, p. 49.
118. 1 2 3 4  Nebel et al., High-resolution Y chromosome haplotypes of Israeli and Palestinian Arabs reveal geographic substructure and substantial overlap with haplotypes of Jews. （页面存档备份，存于）Human Genetics Vol. 107, No. 6, (December 2000), pp. 630–641
119. ↑  Ana Teresa Fernandes; Rita Gonçalves; Sara Gomes; Dvora Filon; Almut Nebel; Marina Faerman; António Brehm. . National Center for Biotechnology Information. 2011年11月.
120. 1 2 3  Semino.  (PDF) 74. American Journal of Human Genetics: 1023–1034. 2004  [2014-01-21]. （原始内容存档 (PDF)于2020-08-15）.
121. ↑  Rita Gonçalves; Freitas, Ana; Branco, Marta; Rosa, Alexandra; Fernandes, Ana T.; Zhivotovsky, Lev A.; Underhill, Peter A.; Kivisild, Toomas; Brehm, Antonio. . Annals of Human Genetics. 2005年7月, 69 (4): 443–54. PMID 15996172. doi:10.1111/j.1529-8817.2005.00161.x.
122. ↑  E. Levy- Coffman. . Journal of Genetic Genealogy: 12–33. 2005  [2014-01-21]. （原始内容存档于2016-05-31）. "J1 is the only haplogroup that researchers consider "Semitic" in origin"
123. ↑  Cinnioglu; Kivisild, Toomas; Kalfoglu, Ersi; Atasoy, Sevil; Cavalleri, Gianpiero L.; Lillie, Anita S.; Roseman, Charles C.; Lin, Alice A.  (PDF). Human Genetics (Human Genetics). 2003年10月29日, 114 (2): 127–148  [2014年1月21日]. PMID 14586639. doi:10.1007/s00439-003-1031-4. （原始内容存档 (PDF)于2011年12月21日）. Authors list列表缺少|last2= (帮助)
124. ↑  . Rootsweb.com.   [2009-04-22]. （原始内容存档于2008-02-26）.
125. ↑  Oleg Balanovsky; Khadizhat Dibirova; Anna Dybo; Oleg Mudrak; Svetlana Frolova; Elvira Pocheshkhova; Marc Haber; Daniel Platt; Theodore Schurr; Wolfgang Haak; Marina Kuznetsova; Magomed Radzhabov; Olga Balaganskaya; Alexey Romanov; Tatiana Zakharova; David F. Soria Hernanz; Pierre Zalloua; Sergey Koshel; Merritt Ruhlen; Colin Renfrew; R. Spencer Wells; Chris Tyler-Smith; Elena Balanovska; The Genographic Consortium.  (PDF). Instituto de Ciências Biológicas. 2011-08-27  [2014-01-21]. （原始内容存档 (PDF)于2014-01-11）.
126. ↑  Bosch et al. 2001.
127. ↑  Map of J1 Cohen Modale Haplotype clade and Arab sisters clusters at The Y-Haplogroup J DNA Project at Family Tree DNA  （页面存档备份，存于）
128. ↑  Nebel et al. 2001, Fig 3-Simplified netword of CMH and sisters Galilee MH and Bedoin MH  Archive.today的存檔，存档日期2013-08-02
129. ↑  .   [2014-01-21]. （原始内容存档于2017-12-29）.
130. ↑  Doron M. Behar; Bayazit Yunusbayev; Mait Metspalu; Ene Metspalu; Saharon Rosset; Jüri Parik; Siiri Rootsi; Gyaneshwer Chaubey; Ildus Kutuev; Guennady Yudkovsky; Elza K. Khusnutdinova; Oleg Balanovsky; Olga Balaganskaya; Ornella Semino; Luisa Pereira; David Comas; David Gurwitz; Batsheva Bonne-Tamir; Tudor Parfitt; Michael F. Hammer; Karl Skorecki; Richard Villems.  (PDF). Nature. 2010年7月, 466 (7303): 238–42  [2014-01-21]. PMID 20531471. doi:10.1038/nature09103. （原始内容存档 (PDF)于2013-12-03）.
131. ↑  Martin Richards, Chiara Rengo, Fulvio Cruciani, Fiona Gratrix, James F. Wilson, Rosaria Scozzari, Vincent Macaulay, and Antonio Torroni, "Extensive Female-Mediated Gene Flow from Sub-Saharan Africa into Near Eastern Arab Populations" （页面存档备份，存于）, in American Journal of Human Genetics（英语：American Journal of Human Genetics）, April 2003; 72(4): 1058–1064.
132. ↑  Semino et al. 2000; Nebel et al. 2001.
133. ↑  Almut Nebel et al., "Genetic Evidence for the Expansion of Arabian Tribes into the Southern Levant and North Africa", Am J Hum Genet, June 2002; 70(6): 1594–1596  Archive.today的存檔，存档日期2013-08-02
134. ↑  .   [2014-01-21]. （原始内容存档于2014-11-29）.
135. ↑  Eph`al I (1984) The Ancient Arabs. Magnes Press, Hebrew University of Jerusalem
136. ↑  Griffith, Sidney H. . Dumbarton Oaks Papers. 1997, 51: 13.
137. ↑  Kees Versteegh. . Edinburgh University. 2001. ISBN 0-7486-1436-2.
138. 1 2  Sean Ireton. . Anthrobase. 2003  [2007-11-29]. （原始内容存档于2018-05-23）.
139. 1 2  . Palestinian Central Bureau of Statistics.   [28 December 2013]. （原始内容存档于2014-06-08）.
140. ↑  Cordesman, 2005, p. 54. The figure is based on an estimate for 2005, extrapolating from a population 2.3 million in 2001.
141. 1 2 3 4 5 6  Drummond, 2004, p. 50.
142. ↑  （西班牙文）Chile tiene la comunidad palestina más grande fuera del mundo árabe, unos 500.000 descendientes. （页面存档备份，存于）
143. ↑  .   [2014-01-22]. （原始内容存档于2017-11-24）.
144. ↑  （西班牙文） 500,000 descendientes de primera y segunda generación de palestinos en Chile （页面存档备份，存于）
145. 1 2 3   (PDF). UNRWA.   [2014-01-22]. （原始内容 (PDF)存档于2008-07-23）.
146. 1 2  Cohen, 1995, p. 415.
147. ↑   (PDF).   [2014-01-22]. （原始内容存档 (PDF)于2016-12-11）.
148. ↑  American-Israel Demographic Research Group (AIDRG) （页面存档备份，存于）, is led by Bennett Zimmerman, Yoram Ettinger, Roberta Seid, and Michael L. Wise
149. ↑  Bennett Zimmerman, Roberta Seid & Michael L. Wise.  (PDF). Begin-Sadat Center for Strategic Studies.   [2014-01-22]. （原始内容存档 (PDF)于2007-02-02）.
150. ↑  Bennett Zimmerman, Roberta Seid, and Michael L. Wise, "Voodoo Demographics" （页面存档备份，存于）, Azure（英语：Azure (journal)）, Summer 5766/2006, No. 25.
151. 1 2  Sergio DellaPergola, Letter to the editor, Azure, 2007, No. 27,  （页面存档备份，存于）  (PDF).   [2011-06-21]. （原始内容 (PDF)存档于2011-09-30）.
152. ↑  .   [2014-01-22]. （原始内容存档于2017-10-10）.
153. ↑  Ian Lustick.  (PDF). Middle East Journal. 2013, 67 (2): 185–205  [2014-01-22]. 原始内容存档于2017-10-10.
154. ↑  "Jordan revokes Palestinians’ citizenships." （页面存档备份，存于） JTA（英语：Jewish Telegraphic Agency）. 21 July 2009.
155. ↑  Ray Hanania. .   [2014-01-22]. （原始内容存档于2006-03-24）.
156. ↑  . Encyclopedia of Chicago.   [2014-01-22]. （原始内容存档于2020-11-26）.
157. ↑  Farsoun, 2004, p. 84.
158. ↑  Matthew Ziegler. . The Daily Star.   [2014-01-22]. （原始内容存档于2009-01-08）.
159. ↑  Larry Lexner. . Lexner News Inc.   [2006-04-07]. （原始内容存档于2006-05-16）.
160. ↑  Guzmán, 2000, p. 85.
161. ↑  Diego Mendez. . Associated Press. 2006年1月30日  [2008-02-10]. （原始内容存档于2008年5月6日）.
162. ↑  . UNRWA. 2006-03-31  [2007-05-30]. （原始内容存档于2008-07-13）.
163. ↑   (PDF).   [2014-01-22]. （原始内容 (PDF)存档于2004-12-14）.
164. ↑  Internal Displacement Monitoring Centre (IDMC) – Norwegian Refugee Council. . Internal-displacement.org.   [2009-04-22]. （原始内容存档于2009-11-11）.
165. ↑  McDowall, 1989, p. 90.
166. 1 2 3 4  Gibney, Mathew. . ABC-CLIO. 2005: 469–470  [2014-01-22]. ISBN 9781576077962. （原始内容存档于2019-05-20）.
167. 1 2 3  Muslih, Muhammad. . Diane Publishing reprint. Originally published by National Defense University Press. 2002: 104–105  [2014-01-22]. ISBN 9781428961005. （原始内容存档于2019-05-23）.
168. 1 2  'Egypt grants citizenship to 50,000 Palestinians' （页面存档备份，存于），耶路撒冷郵報
169. ↑  .   [2014-01-22]. （原始内容存档于2012-03-06）.
170. ↑  Lybarger, 2007, p. 114.
171. ↑  Janet Abu-Lughod. . Americans for Middle East Understanding.   [2014-01-22]. （原始内容存档于2020-11-13）.
172. ↑  Bernard Sabella. . Bethlehem University.   [2014-01-22]. （原始内容存档于2010-04-15）.
173. ↑  Yoav Stern & Jack Khoury. . Haaretz. 2007年5月2日  [2007年7月29日]. （原始内容存档于2009年8月2日）.
174. ↑  Nissim Dana, The Druze in the Middle East: Their Faith, Leadership, Identity and Status, Sussex Academic Press, 2003, p. 201.
175. 1 2 3  Dana Rosenblatt. . CNN. 2002年10月14日  [2014年1月22日]. （原始内容存档于2018年11月20日）.
176. ↑  Charles Glass. . Journal of Palestine Studies. 1975, 5 (1/2): 56–81. JSTOR 2535683. doi:10.1525/jps.1975.5.1-2.00p0373x.
177. ↑  Uri Davis. . The Association for One Democratic State in Palestine-Israel. 2013年12月  [2014年1月11日]. （原始内容存档于2020年4月28日）.
178. ↑  .   [2014-01-22]. （原始内容存档于2020-09-29）.
179. ↑  Smith, Peter. . Cambridge: 劍橋大學出版社. 2008: 26. ISBN 0-521-86251-5.
180. ↑  . Minorities at Risk（英语：Minorities at Risk）. 2006  [2013-11-08]. （原始内容存档于2016-01-01）.
181. 1 2  . Minority Rights Group International（英语：Minority Rights Group International）. 2008  [2013-11-11]. （原始内容存档于2013年11月10日）.
182. ↑  Greenfield et al., 2001, p. 158.
183. ↑  Bonfil, Irshai, Stroumsa, Talgam. . 2011: 317, 335, 320  [2014-01-22]. ISBN 9789004203556. （原始内容存档于2015-05-10）.
184. ↑  Scribner's. . 1980: 13  [2014-01-22]. （原始内容存档于2013-01-17）.
185. 1 2  Ammon, Ulrich. . 2006: 1922  [2014-01-22]. ISBN 9783110184181. （原始内容存档于2019-12-23）.
186. ↑  Parmenter, 1994, p. 11.
187. ↑  Parkes, 1970, pp. 209–210.
188. ↑  Ismail Elmokadem. . 2005年12月10日  [2008年4月18日]. （原始内容存档于2007年4月19日）.
189. ↑  Danny Moran. . Manchester Festival of Palestinian literature.   [2008-04-18]. （原始内容存档于2008-03-31）.
190. ↑  Regev Motti (1993), Oud and Guitar: The Musical Culture of the Arabs in Israel (Institute for Israeli Arab Studies, Beit Berl), ISBN 965-454-002-9, p. 4.
191. ↑  Tal Ben Zvi.  (PDF). Hagar Association. 2006  [2007-06-05]. （原始内容存档 (PDF)于2018-10-04）.
192. 1 2  Revisiting our table... （页面存档备份，存于） Nasser, Christiane Dabdoub, This week in Palestine, Turbo Computers & Software Co. Ltd. June 2006. Retrieved 2008-01-08.
193. ↑  ABC of Arabic Cuisine （页面存档备份，存于） ArabNet. Retrieved 2007-12-25.
194. ↑  伊爾貢恐怖攻擊列表
195. ↑  . London: Film.guardian.co.uk. 2006年4月12日  [2009年4月22日]. （原始内容存档于2008年7月24日）.
196. ↑  Jacobs et al., 1998, p. 72.
197. ↑  Karmi, 2005, p. 18.
198. ↑  West Bank 44.6% versus 22.8% in Lebanon. See Elias H.Tuma, Haim Darin-Drabkin, The Economic case for Palestine, London: Croom Helm, 1978, p 48.
199. ↑  Interview with Elias Sanbar. Claude Cheysson, "The Right to Self-Determiniation", Journal of Palestine Studies, Vol. 16, no. 1 (Autumn 1986), pp. 3–12; p. 3.
200. ↑  Jordanian Poets: Samer Raimouny, Mustafa Wahbi, Haider Mahmoud, Ibrahim Nasrallah
201. ↑  . Pontas literary & film agency.   [2010-12-14]. （原始内容存档于2010-05-26）.
202. 1 2 3  Hannah Amit-Kochavi.  (PDF). Beit Berl College, Israel.   [2007-08-17]. （原始内容存档 (PDF)于2016-03-08）.
203. 1 2  Ibrahim Muhawi;  et al. . Edinburgh University Press. 2006. ISBN 978-0-7486-2073-9.
204. ↑  . Palestinian National Information Center.   [2007-07-28]. （原始内容存档于2007-09-25）.
205. 1 2 3  Adnan Soueif. . The Guardian. 2006年10月21日  [2007-09-06]. （原始内容存档于2017-10-10）.
206. ↑  . Ynetnews（英语：Ynetnews）. 2010-09-06  [2013-12-06]. （原始内容存档于2018-07-07）.
207. ↑  Associated, The. . Haaretz.com.   [2011-03-25]. （原始内容存档于2016-03-04）.
208. 1 2  Steven Salaita. . Studies in the Humanities. 2003年6月1日  [2007年9月6日]. （原始内容存档于2008年6月13日）.
209. 1 2 3 4 5 6  Shahin, 2005, p. 41.
210. ↑  Jane Waldron Grutz. . Saudi Aramco World. 1991年1月-2月  [2007年6月4日]. （原始内容存档于2007年2月19日）.
211. ↑  Weir, Shelagh (1989) Palestinian Costume. British Museum. ISBN 0-7141-1597-5. p. 112.
212. ↑  Skinner, Margarita (2007) PALESTINIAN EMBROIDERY MOTIVES. A Treasury of Stitches 1850-1950. Melisende. ISBN 978-1-901764-47-5.  p. 21.
213. ↑  Weir, Shelagh (1989) Palestinian Costume. British Museum. ISBN 0-7141-1597-5. pp. 88, 113.
214. ↑  .   [2014-01-22]. （原始内容存档于2016-07-24）.
215. ↑  Muhawi, 1989.
216. ↑  William McClure Thomson, (1860): The Land and the Book: Or, Biblical Illustrations Drawn from the Manners and Customs, the Scenes and Scenery, of the Holy Land （页面存档备份，存于） Vol II, p. 578.
217. ↑  Christian Poche. . Grove Dictionary of Music and Musicians.   [2008-03-10]. （原始内容存档于2020-04-09）.
218. ↑  .   [2014-01-22]. （原始内容存档于2009-01-05）.
219. ↑  Nissenbaum, Dion. . Jewish World Review. 2005年9月29日  [2007-04-25]. （原始内容存档于2007-08-16）.
220. ↑  El-Sabawi, Taleed. . Angelingo. 2005  [2007-04-25]. （原始内容存档于2005-04-18）.
221. 1 2  Maira, Sunaina. . CR: the New Centennial Review. 2008, 8 (2): 161–192. doi:10.1353/ncr.0.0027.
222. ↑  Al-Taee, Nasser. "Voices of Peace and the Legacy of Reconciliation: Popular Music, Nationalism, and the Quest for Peace in the Middle East." Popular Music 21 (2002): 41–61. JSTOR. EBSCO. Brandeis University, Waltham. April 1, 2008.

## 外部連結
- 巴勒斯坦基督徒的收藏圖像
- 巴勒斯坦民俗樂曲
- 巴勒斯坦民俗樂曲，音樂免費下載。 （页面存档备份，存于）
- 巴勒斯坦傳統服飾
- 巴勒斯坦刺繡藝術
- Sands of Sorrow – Film on refugees
- 聯合國援助巴勒斯坦人的計畫
- 鄂圖曼土耳其轄下的巴勒斯坦 （页面存档备份，存于） 鄂圖曼土耳其轄下的巴勒斯坦照片下載